# Lista de viagens oficiais ao estrangeiro realizadas por Carlos III

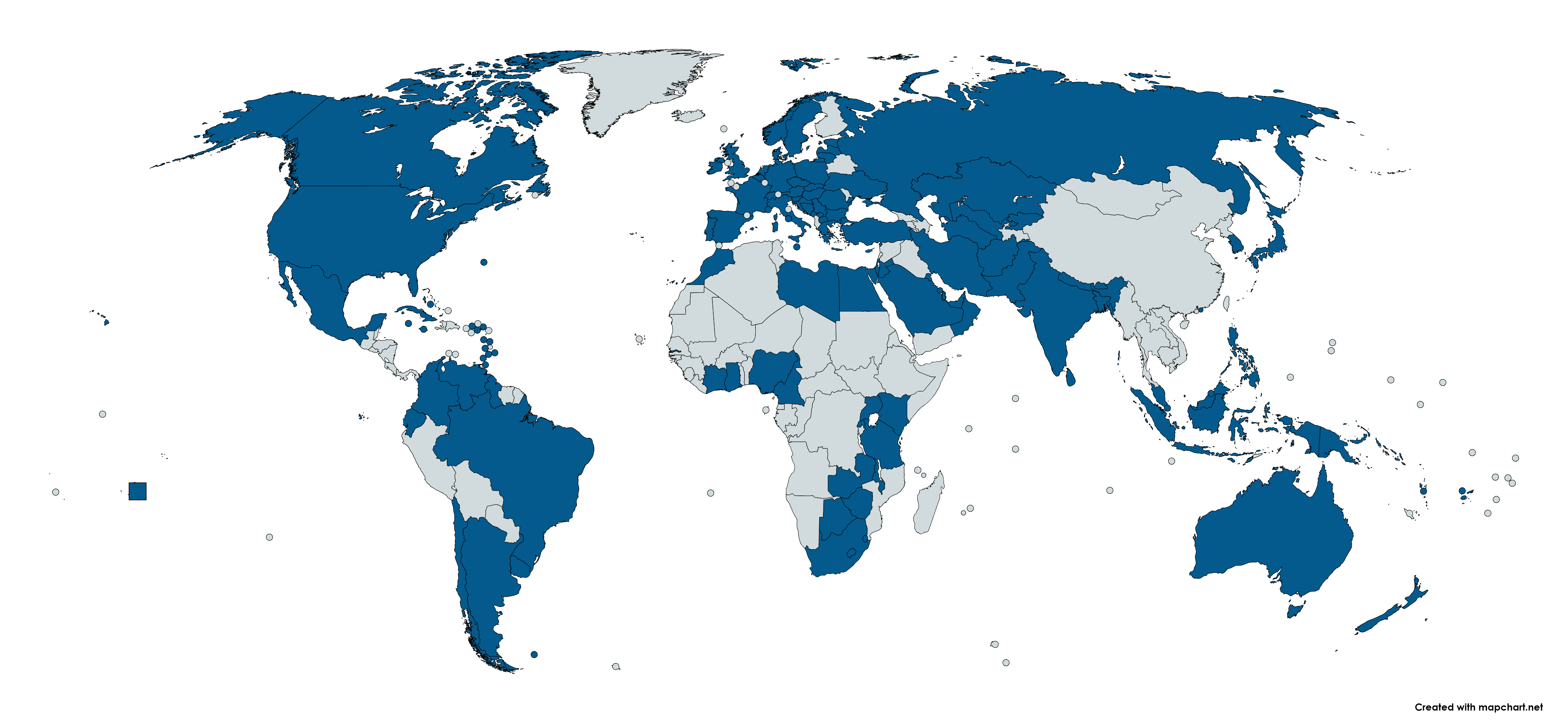
Mapa dos países visitados por Carlos III em visitas oficiais ao estrangeiro.

Como Duque da Cornualha, Príncipe de Gales e posteriormente como Rei, Carlos III tem sido um dos mais importantes embaixadores do Reino Unido. Viaja ao estrangeiro na qualidade de representante do Reino Unido e também realiza visitas oficiais aos Domínios da Commonwealth. É frequentemente acompanhado pela sua esposa, a Rainha Camilla.

## Como Duque da Cornualha
| Data                            | País  | Áreas visitadas | Detalhes                                                             |
| ------------------------------- | ----- | --------------- | -------------------------------------------------------------------- |
| 22–28 de abril de 1954          | Malta |                 | A bordo do HMY Britannia na sua viagem inaugural com a Princesa Ana. |
| 30 de abril – 1 de maio de 1954 | Líbia | Tobruk          | Juntou-se à Rainha e ao Duque de Edimburgo na visita real.           |
| 3–7 de maio de 1954             | Malta |                 |                                                                      |

## Como Príncipe de Gales

### Década de 1960
| Data                                | País                                         | Áreas visitadas          | Detalhes | Anfitrião |
| ----------------------------------- | -------------------------------------------- | ------------------------ | --- | --------- |
| 30 de janeiro – 1 de agosto de 1966 | Austrália                                    | Vitoria                  | Frequentou dois períodos no Campus Timbertop da Geelong Grammar School.                                       |           |
| 4–12 de maio de 1966                | Território de Papua (atual Papua-Nova Guiné) | Port Moresby, Popondetta | Visitou a Dogura Martyrs Memorial School em Popondetta com os alunos do último ano da Geelong Grammar School. |           |
| 1–3 de agosto de 1966               | México                                       |                          | |           |
| 3–16 de agosto de 1966              | Jamaica                                      | Kingston                 | Acompanhou o Duque de Edimburgo na abertura dos Jogos da Comunidade Britânica de 1966.                        |           |
| 20 de dezembro de 1967              | Austrália                                    |                          | Representou a Rainha no serviço memorial pelo Primeiro-Ministro Harold Holt.                                  |           |
| Julho de 1968                       | Malta                                        |                          | |           |
| Novembro de 1969                    | Malta                                        |                          | O Príncipe Carlos visitou Malta para assistir às comemorações do bicentenário da Universidade Real de Malta.  |           |

### Década de 1970
| Data                                   | País                   | Áreas visitadas                                                                         | Detalhes | Anfitrião                   |
| -------------------------------------- | ---------------------- | --------------------------------------------------------------------------------------- | --- | --------------------------- |
| 8–9 de fevereiro de 1970               | França                 | Estrasburgo                                                                             | Na qualidade de Presidente do Comité do Campo em 1970 para o País de Gales, acompanhou o seu pai, o Duque de Edimburgo, para assistir à Conferência sobre Conservação do Conselho da Europa. |                             |
| 12–30 de março de 1970                 | Nova Zelândia          |                                                                                         | Percorreu o país com a Rainha, o Duque de Edimburgo e a Princesa Ana. |                             |
| 30 de março – 8 de abril de 1970       | Austrália              |                                                                                         | Percorreu o país com a Rainha, o Duque de Edimburgo e a Princesa Ana. |                             |
| 9–14 de abril de 1970                  | Japão                  | Osaka                                                                                   | Assistiu à Expo '70. |                             |
| 2–15 de julho de 1970                  | Canadá                 | Ottawa                                                                                  | Realizou uma visita de dois dias a Ottawa antes de se juntar à Rainha, ao Duque de Edimburgo e à Princesa Ana numa visita pelo país.                                                         |                             |
| 16–18 de julho de 1970                 | Estados Unidos         | Washington, D.C.                                                                        | Visitou a capital acompanhado pela Princesa Ana, como convidados das filhas e do genro do Presidente Richard Nixon.                                                                          |                             |
| 9–15 de outubro de 1970                | Domínio das Fiji       |                                                                                         | Representou a Rainha nas celebrações da independência das Fiji. |                             |
| 15–19 de outubro de 1970               | Ilhas Gilbert e Ellice |                                                                                         | |                             |
| 20–22 de outubro de 1970               | Bermudas               |                                                                                         | Para assinalar o 350.º aniversário do Parlamento das Bermudas. |                             |
| 22–25 de outubro de 1970               | Barbados               |                                                                                         | |                             |
| 11–12 de novembro de 1970              | França                 |                                                                                         | Em representação da Rainha, assistiu a uma cerimónia em memória de Charles de Gaulle. |                             |
| 6–20 de fevereiro de 1971              | Quénia                 |                                                                                         | Acompanhado pela Princesa Ana. |                             |
| 25–27 de fevereiro de 1971             | Alemanha Ocidental     | Osnabrück                                                                               | Visitou o 1.º Batalhão do Regimento Real de Gales, na sua qualidade de coronel-chefe. |                             |
| 17–18 de maio de 1972                  | França                 |                                                                                         | Acompanhou a Rainha e o Duque de Edimburgo numa visita de Estado. |                             |
| 29–31 de outubro de 1972               | Alemanha Ocidental     | Berlim Ocidental                                                                        | |                             |
| 25–26 de janeiro de 1973               | Alemanha Ocidental     |                                                                                         | Visitou o Regimento Real de Gales, na sua qualidade de coronel-chefe. |                             |
| 1 de junho de 1973                     | São Cristóvão          |                                                                                         | Para inaugurar o Baluarte do Príncipe de Gales. |                             |
| 6–11 de julho de 1973                  | Bahamas                |                                                                                         | Para assistir às celebrações da independência em representação da Rainha. |                             |
| 29 de janeiro – 6 de fevereiro de 1974 | Nova Zelândia          | Christchurch                                                                            | Juntou-se à Rainha, ao Duque de Edimburgo, à Princesa Ana e a Mark Phillips nos Jogos da Comunidade Britânica de 1974.                                                                       |                             |
| 4 de setembro de 1974                  | Nova Zelândia          |                                                                                         | Assistiu ao funeral de Norman Kirk. |                             |
| 8–12 de outubro de 1974                | Fiji                   |                                                                                         | Assistiu às celebrações do centenário em representação da Rainha. |                             |
| 12–30 de outubro de 1974               | Austrália              |                                                                                         | O Príncipe Carlos esteve presente na inauguração do Telescópio Anglo-Australiano no Observatório Siding Spring.                                                                              |                             |
| 20–22 de fevereiro de 1975             | Índia                  | Nova Deli                                                                               | |                             |
| 22–26 de fevereiro de 1975             | Nepal                  |                                                                                         | Para assistir à coroação do Rei Birendra do Nepal. |                             |
| 20–30 de abril de 1975                 | Canadá                 | Ottawa, Territórios do Noroeste                                                         | |                             |
| 14–19 de setembro de 1975              | Papua Nova Guiné       |                                                                                         | Assistiu às celebrações da independência em representação da Rainha. |                             |
| 9–11 de novembro de 1975               | Alemanha Ocidental     |                                                                                         | Visitou o Regimento Real de Gales, na sua qualidade de coronel-chefe. |                             |
| 23–25 de julho de 1976                 | Canadá                 | Montreal                                                                                | Para assistir às provas equestres dos Jogos Olímpicos de Verão de 1976, onde a Princesa Ana competiu.                                                                                        |                             |
| 6–16 de março de 1977                  | Quénia                 |                                                                                         | |                             |
| 17–25 de março de 1977                 | Gana                   |                                                                                         | Para participar nas celebrações do 50.º aniversário da Escola Achimota. |                             |
| 25–28 de março de 1977                 | Costa do Marfim        |                                                                                         | Percorreu o país a convite do Presidente Félix Houphouët-Boigny. | Presidente Houphouët-Boigny |
| 28–29 de abril de 1977                 | Mónaco                 |                                                                                         | Para assistir a um jantar de entrega de prémios humanitários organizado pelo Variety Club International.                                                                                     |                             |
| 9 de maio de 1977                      | França                 | Bordéus                                                                                 | Assistiu a uma exposição de pinturas britânicas. |                             |
| 5–9 de julho de 1977                   | Canadá                 | Alberta                                                                                 | Celebrações do centenário da assinatura de tratado pelos líderes indígenas Blackfoot e outros povos nativos.                                                                                 |                             |
| 18–30 de outubro de 1977               | Estados Unidos         | Chicago, Cleveland, St. Louis, Atlanta, Charleston, Houston, Los Angeles, São Francisco | |                             |
| 1–11 de novembro de 1977               | Austrália              |                                                                                         | Percorreu o país na qualidade de patrono do Apelo do Jubileu de Prata da Rainha na Austrália.                                                                                                |                             |
| 17–18 de novembro de 1977              | Alemanha Ocidental     |                                                                                         | Visitou o 1.º Batalhão, Guarda de Gales, na sua qualidade de coronel. |                             |
| 31 de janeiro de 1978                  | Alemanha Ocidental     | Berlim Ocidental                                                                        | Visitou o 2.º Regimento de Paraquedistas, na sua qualidade de coronel. |                             |
| 10 de fevereiro de 1978                | Alemanha Ocidental     |                                                                                         | Visitou o Regimento Cheshire, na sua qualidade de coronel. |                             |
| 8–16 de março de 1978                  | Brasil                 |                                                                                         | |                             |
| 16–22 de março de 1978                 | Venezuela              |                                                                                         | |                             |
| 18–19 de maio de 1978                  | Austrália              | Melbourne                                                                               | Assistiu ao funeral de Sir Robert Menzies. |                             |
| 1–2 de julho de 1978                   | Noruega                |                                                                                         | Assistiu às comemorações do 75.º aniversário do Rei Olav V da Noruega. |                             |
| 31 de agosto de 1978                   | Quénia                 |                                                                                         | Assistiu ao funeral do Presidente Jomo Kenyatta. |                             |
| 23–27 de outubro de 1978               | Jugoslávia             |                                                                                         | |                             |
| 1978                                   | Alemanha Ocidental     | Osnabrück, Sennelager                                                                   | Visitou regimentos de paraquedistas. |                             |
| 29 de novembro – 1 de dezembro de 1978 | Bélgica                | Bruxelas                                                                                | Participou em discussões na Comissão Europeia e visitou a sede da NATO. |                             |
| 3–6 de março de 1979                   | Hong Kong Britânico    |                                                                                         | |                             |
| 6–8 de março de 1979                   | Singapura              |                                                                                         | |                             |
| 8–28 de março de 1979                  | Austrália              | Canberra, Austrália Ocidental                                                           | |                             |
| 1–6 de abril de 1979                   | Canadá                 |                                                                                         | Na sua qualidade de presidente do Conselho Internacional das United World Colleges, o Príncipe Carlos visitou o Pearson College UWC.                                                         |                             |
| 29–30 de maio de 1979                  | Alemanha Ocidental     |                                                                                         | Visitou o 2.º Regimento de Paraquedistas. |                             |
| 28–29 de junho de 1979                 | França                 | Tours-sur-Marne                                                                         | Assistiu a um jantar de angariação de fundos para os United World Colleges. |                             |

### Década de 1980
| Data                                   | País                                    | Áreas visitadas | Detalhes | Anfitrião               |
| -------------------------------------- | --------------------------------------- | --- | --- | ----------------------- |
| 18 de janeiro de 1980                  | Suíça                                   | Zurique | Participou num almoço para assinalar o 60º aniversário da Câmara de Comércio Britânico-Suíça. |                         |
| 30 de março – 3 de abril de 1980       | Canadá                                  | Ottawa, Colúmbia Britânica | Participou em compromissos na sua qualidade de presidente do Conselho Internacional dos United World Colleges. |                         |
| 15–18 de abril de 1980                 | Zimbabwe                                | | Participou nas celebrações da independência em nome da Rainha. |                         |
| 29 de abril – 1 de maio de 1980        | Países Baixos                           | | Assistiu à cerimónia de ascensão ao trono da Rainha Beatriz dos Países Baixos em nome da Rainha. |                         |
| 21–23 de julho de 1980                 | França                                  | | Realizou uma visita às Forças Armadas Francesas. |                         |
| 24 de novembro – 6 de dezembro de 1980 | Índia                                   | Calcutá | O Príncipe Carlos encontrou-se com a Madre Teresa durante uma visita à sua casa em Calcutá em dezembro de 1980. |                         |
| 6–13 de dezembro de 1980               | Nepal                                   | | |                         |
| 31 de março – 12 de abril de 1981      | Nova Zelândia                           | | |                         |
| 12–28 de abril de 1981                 | Austrália                               | | Inaugurou a convenção organizada pelo 50º aniversário dos Apex Clubs of Australia. |                         |
| 28–30 de abril de 1981                 | Venezuela                               | | Viajou para o país na qualidade de presidente do Conselho Internacional dos United World Colleges. |                         |
| 30 de abril – 3 de maio de 1981        | Estados Unidos                          | Williamsburg, Washington, D.C. | Recebeu uma bolsa honorária do College of William & Mary e participou num jantar oferecido pelo Presidente Ronald Reagan e pela Primeira-Dama Nancy Reagan. |                         |
| 17–18 de junho de 1981                 | Estados Unidos                          | Cidade de Nova Iorque | Voou pela primeira vez a bordo do Concorde. |                         |
| 10 de outubro de 1981                  | Egito                                   | | Assistiu ao funeral do Presidente Anwar Sadat. |                         |
| 20 de junho de 1982                    | França                                  | | Comemoração do 40º aniversário do ataque aliado na Operação Bruneval. |                         |
| 27–29 de outubro de 1982               | Estados Unidos                          | Montezuma | Na sua qualidade de presidente do Conselho Internacional dos United World Colleges, o Príncipe Carlos inaugurou o Armand Hammer United World College do Oeste Americano em Montezuma. |                         |
| 29–30 de outubro de 1982               | Canadá                                  | Colúmbia Britânica | Visitou o Lester B. Pearson College of the Pacific. |                         |
| 20 de março – 17 de abril de 1983      | Austrália                               | Alice Springs, Canberra, Sydney, Hobart, Bunbury, Adelaide, Renmark, Perth, Melbourne, Yandina, Ballarat                                                                            | O Príncipe Carlos chegou a Alice Springs e visitou Uluru. O Príncipe encontrou-se com o Primeiro-Ministro Bob Hawke e a sua esposa, Hazel Hawke, na Residência Oficial em Canberra. Visitou a Sydney Opera House e o hotel Wentworth em Sydney. Participou numa receção oficial em Hobart, Tasmânia e conduziu pelo campo desportivo Hands Oval em Bunbury. Visitou ainda Adelaide, Renmark, Perth, Melbourne, Yandina e Ballarat. Foi a primeira viagem real ao estrangeiro da família composta pelo Príncipe, pela Princesa de Gales e pelo Príncipe William. | Primeiro-Ministro Hawke |
| 17–30 de abril de 1983                 | Nova Zelândia                           | Auckland, Wellington, Christchurch, Dunedin, Taraungua, Masterton, Gisborne, Waitangi                                                                                               | O Príncipe Carlos visitou a Residência Oficial e o Eden Park. Acompanhava-o Diana, Princesa de Gales, e o seu filho de nove meses, o Príncipe Guilherme. As Honras da Visita Real à Nova Zelândia de 1983 foram concedidas pela Rainha Isabel II para assinalar a visita. |                         |
| 14 de junho – 1 de julho de 1983       | Canadá                                  | Nova Escócia, Ilha do Príncipe Eduardo, Novo Brunswick, Terra Nova e Labrador, Ottawa, Edmonton                                                                                     | O Príncipe Carlos percorreu o Canadá acompanhado pela sua esposa, a Princesa de Gales. |                         |
| 22–25 de fevereiro de 1984             | Brunei                                  | | Participou nas celebrações da independência do país em nome da Rainha. |                         |
| 19–29 de março de 1984                 | Tanzânia · Zâmbia · Zimbabwe · Botswana | | Percorreu os países na qualidade de diretor da Commonwealth Development Corporation. |                         |
| 5 de junho de 1984                     | França                                  | Ranville | Comemorou o papel da 6.ª Divisão Aerotransportada durante os Desembarques na Normandia. |                         |
| 11–13 de julho de 1984                 | Alemanha Ocidental                      | | Visitou o Royal Regiment of Wales e os Gordon Highlanders. |                         |
| 3–4 de agosto de 1984                  | Mónaco                                  | Monte Carlo | Participou na gala dos United World Colleges. |                         |
| 6–10 de agosto de 1984                 | Papua-Nova Guiné                        | | Inaugurou a nova Casa do Parlamento e realizou outros compromissos. |                         |
| 23 de setembro de 1984                 | Países Baixos                           | O Príncipe Carlos esteve presente numa cerimónia realizada para assinalar o 40.º aniversário da Batalha de Arnhem, na sua qualidade de coronel-chefe do Regimento de Paraquedistas. | |                         |
| 28 de outubro – 1 de novembro de 1984  | Itália                                  | Trieste, Duino | O Príncipe Carlos esteve presente numa cerimónia realizada para assinalar o 40.º aniversário da Batalha de Arnhem, na sua qualidade de coronel-chefe do Regimento de Paraquedistas. |                         |
| 21–22 de fevereiro de 1985             | Noruega                                 | | Visitou o 1.º Batalhão do Regimento de Paraquedistas, na sua qualidade de coronel-chefe. |                         |
| 26–27 de março de 1985                 | Alemanha Ocidental                      | Hohne | Visitou o 1.º Batalhão dos Welsh Guards, na sua qualidade de coronel. |                         |
| 19 de abril – 9 de maio de 1985        | Itália · Cidade do Vaticano             | Sardenha, La Spezia, Milão, Florença, Roma, Cidade do Vaticano, Catânia, Siracusa, Bari, Veneza                                                                                     | O Príncipe e a Princesa de Gales realizaram uma visita de 17 dias por Itália e foram acompanhados pelo Príncipe Guilherme e pelo Príncipe Henrique no final da visita. |                         |
| 6–7 de junho de 1985                   | Alemanha Ocidental                      | Berlim Ocidental | Prestou continência na parada do aniversário da Rainha em Berlim, de 6 a 7 de junho. |                         |
| 25 de outubro – 8 de novembro de 1985  | Austrália                               | Melbourne, Portland, Mildura, Canberra | Visita com a Princesa de Gales ao estado de Victoria em comemoração do 150.º aniversário do estado. |                         |
| 8 de novembro de 1985                  | Fiji                                    | | Acompanhado pela Princesa de Gales. |                         |
| 9–13 de novembro de 1985               | Estados Unidos                          | Washington, D.C., Palm Beach | O Príncipe e a Princesa de Gales visitaram Washington, D.C., onde ele encontrou o Presidente Ronald Reagan na Casa Branca e também visitaram o museu Octagon, administrado pelo American Institute of Architects. O casal ficou hospedado na residência do Embaixador Britânico em Washington, D.C. durante a visita. O Príncipe Carlos depois viajou para Palm Beach, Flórida, onde se encontrou com o Governador Bob Graham. Também participou num jantar no Hotel Breakers e jogou polo no Clube Internacional de Polo de Palm Beach.                        | Presidente Reagan       |
| 17–23 de fevereiro de 1986             | Estados Unidos                          | Texas, Califórnia | |                         |
| 14–16 de abril de 1986                 | Áustria                                 | Viena | Acompanhado pela Princesa de Gales. |                         |
| 30 de abril – 7 de maio de 1986        | Canadá                                  | Vancouver, Victoria, Kelowna, Kamloops, Nanaimo, Prince George | O Príncipe e a Princesa de Gales visitaram o Canadá e participaram na Expo 86. |                         |
| 8–13 de maio de 1986                   | Japão                                   | Tóquio, Osaka, Quioto | O Príncipe e a Princesa de Gales assistiram a um torneio de sumo na Arena Kokugikan no centro de Tóquio, Japão. Também visitaram o Palácio Imperial de Quioto e templos budistas. Carlos dirigiu-se ao Diet Nacional e o casal participou num banquete de estado oferecido pelo Imperador Hirohito no Palácio Imperial de Tóquio. | Imperador Hirohito      |
| 7–14 de agosto de 1986                 | Espanha                                 | Maiorca | O Príncipe e a Princesa de Gales e os Príncipes Guilherme e Henrique visitaram Maiorca como convidados da família real espanhola. |                         |
| 2–5 de setembro de 1986                | Estados Unidos                          | Cambridge, Chicago | Participaram nas comemorações do 350.º aniversário da Universidade de Harvard e realizaram outros compromissos. |                         |
| 10–19 de novembro de 1986              | Omã · Qatar · Barém · Arábia Saudita    | Mascate, Doha, Manama, Riad, Jeddah | O Príncipe e a Princesa de Gales realizaram a sua primeira visita conjunta ao Oriente Médio. |                         |
| 24–26 de novembro de 1986              | Chipre                                  | | Visitou o 3.º Batalhão do Regimento de Paraquedistas, na sua qualidade de coronel-chefe. |                         |
| 11–14 de fevereiro de 1987             | Portugal                                | Lisboa, Porto | O Príncipe e a Princesa de Gales visitaram Portugal para assinalar a aliança de 601 anos do país com Inglaterra (ver Tratado de Windsor (1386)) e participaram num banquete no Palácio da Ajuda. |                         |
| 14 de fevereiro de 1987                | França                                  | Toulouse | O Príncipe e a Princesa de Gales visitaram Toulouse para o lançamento da família Airbus A320. |                         |
| 11–12 de março de 1987                 | Bélgica                                 | Zeebrugge, Bruxelas | Encontraram-se com sobreviventes do desastre do MS Herald of Free Enterprise e visitaram a sede da NATO. |                         |
| 27 de março – 2 de abril de 1987       | Eswatini · Malawi · Quénia              | | Percorreram os países na sua qualidade de diretor da Commonwealth Development Corporation. |                         |
| 23–26 de abril de 1987                 | Espanha                                 | Toledo, Madrid, Sevilha, Salamanca | O Príncipe e a Princesa de Gales encontraram-se com Rei Juan Carlos I e Rainha Sofia durante uma visita a Toledo. |                         |
| 26 de abril – 2 de maio de 1987        | Itália                                  | Bolonha | Durante a visita, o Príncipe Carlos recebeu um doutoramento honoris causa pela Universidade de Bolonha. |                         |
| 15 de maio de 1987                     | França                                  | Cannes | O Príncipe e a Princesa de Gales marcaram presença no tapete vermelho do Festival de Cinema de Cannes de 1987 em apoio à indústria cinematográfica britânica. |                         |
| 9 de setembro de 1987                  | França                                  | Caen, Bayeux | O Príncipe e a Princesa de Gales visitaram a Normandia para assinalar o 900.º aniversário da morte de Guillherme, o Conquistador. |                         |
| 1–7 de novembro de 1987                | Alemanha Ocidental                      | Berlim Ocidental, Bonn, Colónia, Munique, Hamburgo, Celle, Hanôver | O Príncipe e a Princesa de Gales realizaram uma viagem de seis dias à Alemanha Ocidental. |                         |
| 7–8 de dezembro de 1987                | Itália                                  | Milão | Visitou a La Scala. |                         |
| 25 de janeiro – 3 de fevereiro de 1988 | Austrália                               | Nova Gales do Sul, Vitoria, Austrália do Sul, Território do Norte | O Príncipe e a Princesa de Gales deslocaram-se para participar nas comemorações do Bicentário da Austrália. |                         |
| 3–5 de fevereiro de 1988               | Tailândia                               | Banguecoque, Chiang Mai | O Príncipe e a Princesa de Gales visitaram a Tailândia como parte das comemorações do 60.º aniversário de Bhumibol Adulyadej. |                         |
| 4–7 de março de 1988                   | Estados Unidos                          | Pittsburgh, Palm Beach, Flórida | |                         |
| 8–9 de maio de 1988                    | França                                  | Roscoff, Bretanha | |                         |
| 1 de agosto de 1988                    | Alemanha Ocidental                      | Schleswig-Holstein | Participou no Festival de Música de Schleswig-Holstein. |                         |
| 26–27 de outubro de 1988               | Países Baixos                           | | Visita na sua qualidade de patrono da Fundação William e Mary para o Tercentenário. |                         |
| 7–11 de novembro de 1988               | França                                  | Paris, Blois | Acompanhado pela Princesa de Gales. |                         |
| 17–20 de fevereiro de 1989             | Estados Unidos                          | Washington, D.C., Palm Beach, Flórida | |                         |
| 20–22 de fevereiro de 1989             | Santa Lúcia                             | | Participou nas comemorações do 10.º aniversário da independência. |                         |
| 22–24 de fevereiro de 1989             | Venezuela                               | | Realizou compromissos associados aos Colégios Unidos do Mundo. |                         |
| 12–17 de março de 1989                 | Kuwait · Barém · Emirados Árabes Unidos | Cidade do Kuwait, Manama, Abu Dhabi, Dubai | O Príncipe e a Princesa de Gales realizaram uma visita conjunta a alguns dos Estados Árabes do Golfo Pérsico. |                         |
| 29 de abril de 1989                    | Itália                                  | Roma | |                         |
| 11 de maio de 1989                     | Turquia                                 | Ancara | |                         |
| 3–7 de novembro de 1989                | Indonésia                               | Jacarta, Yogyakarta | Antes da visita a Hong Kong, o Príncipe e a Princesa de Gales tinham previsto visitar a China. A viagem foi cancelada e visitaram a Indonésia em alternativa. |                         |
| 7–9 de novembro de 1989                | Hong Kong Britânico                     | Ilha de Hong Kong, Kowloon, Novos Territórios | |                         |

### Década de 1990
| Data                                   | País                                                      | Áreas visitadas | Detalhes | Anfitrião               |
| -------------------------------------- | --------------------------------------------------------- | --- | --- | ----------------------- |
| 12–13 de fevereiro de 1990             | Itália                                                    | Roma, Subiaco | A trabalhar num projeto para a BBC Earth. |                         |
| 16–23 de fevereiro de 1990             | Estados Unidos                                            | Flórida, Charleston, Washington, D.C.                                                                              | Participou num jogo de polo de caridade e assistiu a compromissos no seu papel de presidente da Business in the Community. |                         |
| 15–20 de março de 1990                 | Nigéria                                                   | Abuja, Lagos | O Príncipe e a Princesa de Gales visitaram a Nigéria, onde assistiram a um banquete oferecido por Ibrahim Babangida na Casa do Estado. | Presidente Babangida    |
| 21–23 de março de 1990                 | Camarões                                                  | Duala, Iaundé | O Príncipe e a Princesa de Gales chegaram a bordo do HMY Britannia em Douala, antes de voarem para Yaoundé. O presidente dos Camarões ofereceu um jantar oficial para os receber em Yaoundé. |                         |
| 26–28 de março de 1990                 | Itália                                                    | Trieste | Assistiu a compromissos para os Colégios do Mundo Unido. |                         |
| 7–10 de maio de 1990                   | Hungria                                                   | Budapeste | Esta visita do Príncipe e da Princesa de Gales marcou a primeira visita a um país do Pacto de Varsóvia por membros da família real britânica. Assistiram a um jantar oferecido pelo Presidente Árpád Göncz e viram uma exposição de moda no Museu de Artes Aplicadas em Budapeste.                                                           | Presidente Göncz        |
| 10–14 de novembro de 1990              | Japão                                                     | Tóquio | O Príncipe e a Princesa de Gales foram ao Japão para assistir à entronização de Imperador Akihito. |                         |
| 17–18 de dezembro de 1990              | França                                                    | | Encontrou-se com o Presidente François Mitterrand e concedeu uma entrevista para a TV. |                         |
| 21–23 de dezembro de 1990              | Arábia Saudita                                            | | Encontrou-se com as forças britânicas destacadas para a Guerra do Golfo. |                         |
| 29–30 de janeiro de 1991               | Noruega                                                   | Oslo | O Príncipe e a Princesa de Gales representaram a Rainha e a Rainha Mãe, respetivamente, no funeral do Rei Olav V da Noruega. |                         |
| 22–27 de abril de 1991                 | Brasil                                                    | Brasília, São Paulo, Rio de Janeiro, Aracruz                                                                       | Acompanhado pela sua esposa, Carlos encontrou-se com líderes empresariais e industriais durante a visita. |                         |
| 30 de abril – 1 de maio de 1991        | Espanha                                                   | Madrid | Assistiu à Conferência Ambiental da CE. |                         |
| 6–10 de maio de 1991                   | Checoslováquia                                            | Praga, Bratislava, Brno                                                                                            | Acompanhado pela Princesa de Gales. |                         |
| 23–24 de maio de 1991                  | Índia                                                     | Deli | O Príncipe Carlos viajou para a Índia para assistir ao funeral do Primeiro-Ministro Rajiv Gandhi. |                         |
| 10 de junho de 1991                    | Alemanha                                                  | Münster | O Príncipe e a Princesa de Gales assistiram a um Serviço de Tambor do Golfo. |                         |
| 7–8 de setembro de 1991                | Suíça                                                     | | Assistiu a eventos que marcaram as celebrações do 700º aniversário do país. |                         |
| 13–15 de setembro de 1991              | Itália                                                    | Roma, Urbino, Ischia                                                                                               | Encontrou-se com o Presidente Francesco Cossiga, visitou a Escola de Verão do Príncipe de Gales na Villa Lante e realizou compromissos como patrono da Fundação William Walton. |                         |
| 23–29 de outubro de 1991               | Canadá                                                    | Grande Sudbury, Toronto, Kingston, Ottawa                                                                          | O Príncipe e a Princesa de Gales visitaram Ontário, enquanto os seus filhos permaneceram em Toronto. O casal visitou a Queen's University em Kingston, Ontário, onde presentearam a universidade com uma réplica da sua carta real e o Príncipe recebeu um doutoramento honorário. A Princesa de Gales e os filhos partiram a 27 de outubro. |                         |
| 12 de novembro de 1991                 | Bélgica                                                   | | O Príncipe Carlos recebeu o prémio ambiental europeu. |                         |
| 12–13 de novembro de 1991              | Países Baixos                                             | Haia | Visitou projetos ambientais. |                         |
| 10–11 de dezembro de 1991              | Alemanha                                                  | Leipzig, Berlim | Visitou projetos ambientais. |                         |
| 4–5 de fevereiro de 1992               | Suíça                                                     | Davos | Assistiu ao Fórum Económico Mundial. |                         |
| 7–10 de fevereiro de 1992              | Omã                                                       | | Assistiu a compromissos no Conselho Britânico. |                         |
| 10–15 de fevereiro de 1992             | Índia                                                     | Deli, Jaipur, Hidrábade, Bangalore (apenas pelo Príncipe de Gales), Agra e Calcutá (apenas pela Princesa de Gales) | O Príncipe e a Princesa de Gales visitaram a Índia, envolvendo-se em atividades de caridade e empresariais. O Príncipe Carlos teve conversas com o Presidente Ramaswamy Venkataraman e o casal assistiu a um banquete oferecido pelo Vice-Presidente Shankar Dayal Sharma.                                                                   | Presidente Venkataraman |
| 15–19 de fevereiro de 1992             | Nepal                                                     | | Encontrou-se com o Rei Birendra do Nepal. |                         |
| 2–3 de março de 1992                   | França                                                    | | Encontrou-se com o Presidente François Mitterrand e fez um discurso no 75.º aniversário da Associação França Grã-Bretanha. |                         |
| 11 de março de 1992                    | Alemanha                                                  | Paderborn | Visitou o 5.º Regimento de Dragões da Inniskilling Real como coronel-chefe. |                         |
| 23–24 de março de 1992                 | Alemanha                                                  | Berlim | Visitou os Gordon Highlanders como coronel-chefe. |                         |
| 26–28 de março de 1992                 | Itália                                                    | Roma, Spoleto, Florença, Turim                                                                                     | |                         |
| 20–22 de maio de 1992                  | Espanha                                                   | Sevilha | O Príncipe e a Princesa de Gales estiveram presentes no Dia Nacional do Reino Unido na Expo '92 de Sevilha. |                         |
| 9 de junho de 1992                     | Dinamarca                                                 | Copenhaga | Assistiu às celebrações que marcaram o 25.º aniversário de casamento da Rainha Margarida II da Dinamarca e do Henrique de Laborde de Monpezat. |                         |
| 28–29 de setembro de 1992              | Italy                                                     | Roma, Bolonha | |                         |
| 2–5 de novembro de 1992                | Coreia do Sul                                             | Seul, Gyeongju, Ulsan                                                                                              | O Príncipe e a Princesa de Gales visitaram a Coreia do Sul a convite do Presidente Roh Tae-woo, tornando-se os primeiros membros da família real britânica a visitar o país. Esta foi a sua última visita oficial conjunta antes da sua separação em dezembro de 1992.                                                                       |                         |
| 5–8 de novembro de 1992                | Hong Kong Britânico                                       | | |                         |
| 17–19 de novembro de 1992              | Bélgica França                                            | Estrasburgo, Bruxelas                                                                                              | Visitou o Parlamento Europeu e o Conselho da Europa. |                         |
| 3–4 de dezembro de 1992                | França                                                    | Paris, Versalhes                                                                                                   | |                         |
| 21–23 de dezembro de 1992              | Checoslováquia                                            | Praga, České Budějovice                                                                                            | Assistiu a eventos para o Fundo do Património de Praga. |                         |
| 12–14 de fevereiro de 1993             | Estados Unidos                                            | Washington, D.C., Williamsburg                                                                                     | Assistiu a eventos que marcaram as celebrações do tricentenário do College of William & Mary. |                         |
| 14–18 de fevereiro de 1993             | México                                                    | Cidade do México, Guadalajara, Oaxaca                                                                              | |                         |
| 18 de fevereiro de 1993                | Jamaica                                                   | | |                         |
| 10 de março de 1993                    | Alemanha                                                  | Munique | |                         |
| 15–16 de março de 1993                 | Jugoslávia                                                | | Visitou os antigos territórios do país para se encontrar com as forças do Reino Unido em funções da ONU. |                         |
| 17–19 de março de 1993                 | Alemanha                                                  | Bona | Encontrou-se com o Chanceler Helmut Kohl e recebeu o Prémio Águia Ecológica. |                         |
| 17–20 de maio de 1993                  | Polónia                                                   | Gdańsk | Convidado por Lech Wałęsa. Gdańsk foi apenas uma paragem em toda a viagem. |                         |
| 24 de janeiro – 5 de fevereiro de 1994 | Austrália                                                 | Sydney, Parkes, Tasmânia, Hobart, Strahan, Launceston, Perth, Karratha                                             | Enquanto Carlos visitava a Austrália no Dia da Austrália em janeiro de 1994, David Kang disparou dois tiros contra ele com uma pistola de partida em protesto contra o tratamento de várias centenas de requerentes de asilo cambojanos detidos em campos de detenção.                                                                       |                         |
| 5–10 de fevereiro de 1994              | Nova Zelândia                                             | Auckland, Wellington, Hokitika, Christchurch, Hamilton                                                             | |                         |
| 16 de março de 1994                    | França                                                    | Paris | Visitou o Conselho Britânico, encontrou-se com o Presidente François Mitterrand e assistiu a um concerto. |                         |
| 27–28 de abril de 1994                 | Hungria                                                   | Budapeste, Kecskemét                                                                                               | |                         |
| 16–19 de maio de 1994                  | Rússia                                                    | São Petersburgo | O Príncipe Carlos visitou São Petersburgo em maio de 1994. |                         |
| 27 de maio de 1994                     | Alemanha                                                  | Berlim | Visitou a cidade para participar na 20.ª reunião do Fórum de Líderes Empresariais do Príncipe de Gales. |                         |
| 3–5 de junho de 1994                   | República Checa França                                    | Praga, Ranville | O Príncipe Carlos viajou para Praga para um evento do Fundo do Património de Praga e participou nas comemorações do 50.º aniversário dos desembarques da Normandia. |                         |
| 1–2 de setembro de 1994                | Itália                                                    | Viterbo, Veneza | Visitou a Escola de Verão do Instituto de Arquitetura do Príncipe de Gales e viu uma exposição em Veneza. |                         |
| 17–18 de setembro de 1994              | Países Baixos                                             | | Viajou para o país para participar nas comemorações do 50.º aniversário da Batalha de Arnhem. |                         |
| 28 de outubro de 1994                  | Alemanha                                                  | Rheindahlen, Mönchengladbach                                                                                       | Assistiu ao desfile do Exército Britânico do Reno. |                         |
| 1–4 de novembro de 1994                | Estados Unidos                                            | Los Angeles | Viajou para os EUA para o UK - LA '94. |                         |
| 5–8 de novembro de 1994                | Hong Kong Britânico                                       | | |                         |
| 11–15 de março de 1995                 | Egito                                                     | Cairo, Península do Sinai, Luxor                                                                                   | |                         |
| 15–18 de março de 1995                 | Marrocos                                                  | Rabat, Fez, Casablanca                                                                                             | |                         |
| 18 de março de 1995                    | Espanha                                                   | Sevilha | Assistiu ao casamento da Elena, Duquesa de Lugo, e Jaime de Marichalar. |                         |
| 2–3 de maio de 1995                    | Alemanha                                                  | Hamburgo | Participou em eventos que comemoraram o 50.º aniversário do fim da Segunda Guerra Mundial. |                         |
| 31 de maio – 1 de junho de 1995        | Irlanda                                                   | Dublin | |                         |
| 4–5 de agosto de 1995                  | Itália                                                    | Caprarola | Visitou a Escola de Verão do Instituto de Arquitetura do Príncipe de Gales. |                         |
| 31 de agosto – 1 de setembro de 1995   | França                                                    | Paris, Biarritz | Viu obras britânicas nas Galerias Lafayette e visitou a Escola de Verão do Instituto de Arquitetura do Príncipe de Gales. |                         |
| 6 de novembro de 1995                  | Israel                                                    | Jerusalém | Assistiu ao funeral do Primeiro-Ministro Yitzhak Rabin. |                         |
| 13–16 de novembro de 1995              | Alemanha                                                  | Berlim, Brandemburgo, Mecklemburgo-Pomerânia Ocidental, Munique                                                    | |                         |
| 17 de novembro de 1995                 | Letônia                                                   | Riga | Apresentou uma tigela de prata à Igreja de São Salvador para ser usada como pia batismal. |                         |
| 8 de fevereiro de 1996                 | Croácia                                                   | Dubrovnik, Split                                                                                                   | |                         |
| 9 de fevereiro de 1996                 | Bósnia e Herzegovina                                      | Sarajevo | |                         |
| 23–27 de fevereiro de 1996             | Marrocos                                                  | Marraquexe, Ouarzazate, Ifrane, Rabat                                                                              | |                         |
| 22 de março de 1996                    | Itália                                                    | | Inaugurou a Exposição Renascimento Urbano na sua qualidade de presidente do Instituto de Arquitetura. |                         |
| 23–29 de abril de 1996                 | Canadá                                                    | Manitoba, Ontário, Novo Brunswick                                                                                  | |                         |
| 13–16 de julho de 1996                 | Brunei                                                    | Bandar Seri Begawan, Seria                                                                                         | Visitou os Royal Gurkha Rifles. |                         |
| 17–19 de julho de 1996                 | Estados Unidos                                            | Asheville, Nova Iorque, Newport                                                                                    | Visitou a Escola de Verão do Instituto de Arquitetura do Príncipe de Gales e realizou compromissos para o Mary Rose Trust. |                         |
| 14 de agosto de 1996                   | Croácia                                                   | | Visitou o Parque Nacional de Mljet. |                         |
| 1–2 de setembro de 1996                | Alemanha                                                  | Berlim, Potsdam | Realizou compromissos relacionados com o Instituto de Arquitetura do Príncipe de Gales. |                         |
| 29–30 de outubro de 1996               | Bélgica                                                   | Bruxelas | |                         |
| 4–12 de novembro de 1996               | Ucrânia Turcomenistão Cazaquistão Quirguistão Uzbequistão | | |                         |
| 21–22 de dezembro de 1996              | Turquia                                                   | Istambul | Assistiu ao batismo da Maria Olympia da Grécia e Dinamarca. |                         |
| 31 de janeiro de 1997                  | Alemanha                                                  | Darmstadt | Assistiu ao funeral de Margarida, Princesa de Hesse e do Reno. |                         |
| 21–25 de fevereiro de 1997             | Kuwait Barém Catar                                        | | A bordo do HMY Britannia. |                         |
| 26–28 de fevereiro de 1997             | Bangladesh                                                | Daca, Sylhet | |                         |
| 4–6 de março de 1997                   | Arábia Saudita                                            | Riade | |                         |
| 26 de março de 1997                    | Estados Unidos                                            | Cidade de Nova Iorque                                                                                              | Visitou a sede das Nações Unidas. |                         |
| 26 de março de 1997                    | França                                                    | Paris | |                         |
| 12–13 de maio de 1997                  | Alemanha                                                  | Hesse | |                         |
| 21–22 de junho de 1997                 | Noruega                                                   | Trondheim | Assistiu às celebrações do 60.º aniversário de Rei Harald V e da Rainha Sonja da Noruega. |                         |
| 27–30 de junho de 1997                 | Hong Kong Britânico                                       | Hong Kong | O Príncipe Carlos representou a Rainha na cerimónia de transferência de Hong Kong. |                         |
| 3 de julho de 1997                     | Filipinas                                                 | Manila | A bordo do HMY Britannia. |                         |
| 31 de outubro – 5 de novembro de 1997  | África do Sul · Lesoto                                    | Pretória, Durban, Cidade do Cabo, Joanesburgo                                                                      | O Príncipe Henrique acompanhou o pai de 29 de outubro a 3 de novembro. |                         |
| 31 de janeiro de 1998                  | Países Baixos                                             | | Assistiu às celebrações do aniversário da Rainha Beatriz. |                         |
| 3–6 de fevereiro de 1998               | Sri Lanka                                                 | Colombo | Participou nas celebrações do 50.º aniversário do Dia da Independência do país. |                         |
| 6–9 de fevereiro de 1998               | Nepal                                                     | Catmandu, Patichaur, Besisahar                                                                                     | |                         |
| 9–12 de fevereiro de 1998              | Butão                                                     | | |                         |
| 23–24 de março de 1998                 | Canadá                                                    | Vancouver | Acompanhado pelos príncipes Guilherme e Henrique. |                         |
| 26 de junho de 1998                    | França                                                    | Lens | Assistiu ao jogo da fase de grupos do Mundial de 1998 entre Inglaterra e Colômbia, acompanhado pelo Príncipe Henrique. |                         |
| 27–28 de junho de 1998                 | Portugal                                                  | Ponte Vasco da Gama, Alcochete, Lisboa                                                                             | Reuniu-se com o presidente de Portugal e assistiu à Expo '98. |                         |
| 2–3 de novembro de 1998                | Eslovénia                                                 | Ilha de Bled, Parque Nacional do Triglav, Castelo de Brdo, Liubliana                                               | Participou num jantar oferecido pelo presidente da Eslovénia e inaugurou a Semana Britânica em Liubliana. |                         |
| 3–6 de novembro de 1998                | Roménia                                                   | Bucareste, Sibiu                                                                                                   | Reuniu-se com o presidente e o primeiro-ministro da Roménia. |                         |
| 6–8 de novembro de 1998                | Bulgária                                                  | Sófia, Plovdiv | Reuniu-se com Petar Stoyanov, Presidente da Bulgária. |                         |
| 8–9 de novembro de 1998                | Macedónia                                                 | Escópia, Ohrid | Reuniu-se com o presidente da Macedónia. |                         |
| 22–24 de novembro de 1998              | Grécia                                                    | Atenas, Creta | Reuniu-se com o presidente e o primeiro-ministro da Grécia. |                         |
| 8–11 de março de 1999                  | Argentina                                                 | Buenos Aires | Após o Presidente Carlos Menem ter viajado ao Reino Unido e convidado a Rainha a visitar a Argentina, esta enviou o Príncipe de Gales em sua representação. Em Buenos Aires, o Príncipe de Gales percorreu a cidade e prestou homenagem aos mortos durante a Guerra das Malvinas entre os dois países.                                       |                         |
| 11–13 de março de 1999                 | Uruguai                                                   | Montevideu | |                         |
| 13–16 de março de 1999                 | Ilhas Malvinas                                            | Stanley | |                         |
| 13 de setembro de 1999                 | Kosovo                                                    | Pristina | |                         |
| 17–20 de novembro de 1999              | Emirados Árabes Unidos                                    | Abu Dhabi, Dubai                                                                                                   | Reuniu-se com as famílias reais dos Emirados Árabes Unidos. |                         |
| 20–22 de novembro de 1999              | Omã                                                       | Mascate | Reuniu-se com o Sultão Qaboos bin Said. |                         |
| 22–23 de novembro de 1999              | Arábia Saudita                                            | Riad | Reuniu-se com o Rei Fahd e o Príncipe Herdeiro Abdullah da Arábia Saudita. |                         |

### Anos 2000
| Data                                  | País                                                   | Áreas visitadas                                            | Detalhes | Anfitrião       |
| ------------------------------------- | ------------------------------------------------------ | ---------------------------------------------------------- | --- | --------------- |
| 21–24 de fevereiro de 2000            | Trinidad e Tobago                                      | Saint Augustine                                            | |                 |
| 24–27 de fevereiro de 2000            | Guiana                                                 | Georgetown, Floresta de Iwokrama                           | |                 |
| 27–29 de fevereiro de 2000            | Jamaica                                                | Kingston, Porto de Kingston, Trenchtown                    | |                 |
| 16 de maio de 2000                    | Hungria                                                | Budapeste                                                  | |                 |
| 30–31 de outubro de 2000              | República Checa                                        | Praga                                                      | |                 |
| 1–2 de novembro de 2000               | Eslováquia                                             | Bratislava                                                 | |                 |
| 2–3 de novembro de 2000               | Suíça                                                  | Berna, Kandersteg                                          | O Príncipe Carlos chegou à capital suíça, Berna, onde foi recebido pelo Presidente da Confederação Suíça Adolf Ogi e pela banda militar suíça. O Príncipe visitou a aldeia natal de Ogi, Kandersteg, onde visitou a igreja local. Também jantou na Propriedade Lohn, que era a residência oficial do governo para convidados, e visitou a Cidade Velha de Berna, classificada como Património Mundial da UNESCO. |                 |
| 16–18 de fevereiro de 2001            | Arábia Saudita                                         | Riad                                                       | |                 |
| 25 de abril – 1 de maio de 2001       | Canadá                                                 | Ottawa, Saskatchewan, Yukon, Toronto                       | |                 |
| 11 de maio de 2001                    | Espanha                                                | Valência                                                   | |                 |
| 5 de junho de 2001                    | Alemanha                                               | Münster, Paderborn                                         | |                 |
| 25 de agosto de 2001                  | Noruega                                                | Oslo                                                       | |                 |
| 5–6 de novembro de 2001               | Estónia                                                | Tallinn, Tartu                                             | |                 |
| 6–8 de novembro de 2001               | Lituânia                                               | Vilnius                                                    | |                 |
| 8–9 de novembro de 2001               | Letónia                                                | Daugavpils, Riga                                           | |                 |
| 1–2 de fevereiro de 2002              | Países Baixos                                          | Amesterdão                                                 | |                 |
| 4–6 de março de 2002                  | Brasil                                                 | Brasília, Rio de Janeiro, Palmas, Ilha do Bananal          | |                 |
| 6–8 de março de 2002                  | México                                                 | Veracruz, Xalapa, Puebla, Cidade do México                 | |                 |
| 11–12 de junho de 2002                | Alemanha                                               | Lübeck, Berlim                                             | |                 |
| 12–13 de junho de 2002                | Polónia                                                | Cracóvia, Montes Tatra                                     | |                 |
| 4–8 de novembro de 2002               | Itália                                                 | Florença, Roma, Ischia, Nápoles                            | |                 |
| 6 de fevereiro de 2003                | França                                                 | Paris                                                      | |                 |
| 13–14 de março de 2003                | Bulgária                                               | Sófia, Varna                                               | Reuniu-se com Georgi Parvanov, Presidente da Bulgária e com Simeão II da Bulgária, Primeiro-Ministro da Bulgária. |                 |
| 13–16 de julho de 2003                | Rússia                                                 | São Petersburgo, Ilhas Solovetsky                          | |                 |
| 28 de outubro – 5 de novembro de 2003 | Índia                                                  | Deli, Jaipur, Jodhpur, Bombaim                             | A visita do Príncipe Carlos focou-se no ambiente, restauração do património, relações bilaterais e apoio a jovens empresários. Em Bombaim, visitou o set do filme Mangal Pandey: The Rising. |                 |
| 6–8 de novembro de 2003               | Omã                                                    | Mascate                                                    | |                 |
| 8 de fevereiro de 2004                | Iraque                                                 | Basra                                                      | O Príncipe Carlos visitou as tropas britânicas destacadas em Basra. |                 |
| 9 de fevereiro de 2004                | Irão                                                   | Teerão, Bam                                                | O Príncipe Carlos visitou a cidade de Teerão onde manteve conversações com o presidente iraniano, Mohammad Khatami. Como patrono da Cruz Vermelha Britânica, visitou a cidade de Bam, onde reuniu-se com sobreviventes do Terramoto de Bam de 2003. Visitou também as ruínas do Arg-e Bam, um Património Mundial da UNESCO destruído pelo terramoto.                                                             |                 |
| 10 de fevereiro de 2004               | Arábia Saudita                                         | Riad                                                       | |                 |
| 22–24 de março de 2004                | Espanha                                                | Madrid                                                     | |                 |
| 26 de março de 2004                   | Suíça                                                  | Genebra                                                    | |                 |
| 5 de junho de 2004                    | França                                                 | Normandia                                                  | |                 |
| 11 de junho de 2004                   | Estados Unidos                                         | Washington, D.C.                                           | O Príncipe representou a Rainha no funeral de estado do ex-Presidente Ronald Reagan. |                 |
| 23 de julho de 2004                   | Bósnia e Herzegovina                                   | Mostar                                                     | |                 |
| Setembro de 2004                      | França                                                 | Paris                                                      | |                 |
| Setembro de 2004                      | Países Baixos                                          | Oosterbeek                                                 | |                 |
| Setembro de 2004                      | Alemanha                                               | Sennelager                                                 | |                 |
| Outubro de 2004                       | Itália                                                 | Turim                                                      | |                 |
| Outubro de 2004                       | Turquia                                                | Istambul, Mardin                                           | |                 |
| Outubro de 2004                       | Jordânia                                               | Al-Salt, Ajloun, Amã, Petra                                | |                 |
| Novembro de 2004                      | Emirados Árabes Unidos                                 | Abu Dhabi                                                  | |                 |
| 28 de fevereiro de 2005               | Sri Lanka                                              | Batticaloa                                                 | Visitou áreas afetadas pelo Tsunami e terramoto do Oceano Índico de 2004. |                 |
| 28 de fevereiro – 6 de março de 2005  | Austrália                                              | Perth, Alice Springs, Melbourne, Sydney, Camberra          | |                 |
| 6–10 de março de 2005                 | Nova Zelândia                                          | Dunedin, Wellington, Auckland                              | |                 |
| 10–11 de março de 2005                | Fiji                                                   | Viseisei, Nadi                                             | |                 |
| 8 de abril de 2005                    | Cidade do Vaticano                                     |                                                            | Assistiu ao funeral do Papa João Paulo II. |                 |
| 25 de abril de 2005                   | Turquia                                                | Baía de ANZAC, Gallipoli                                   | Assistiu às cerimónias que assinalaram o 90.º aniversário do Desembarque de Gallipoli. |                 |
| 27 de junho de 2005                   | Alemanha                                               | Münster                                                    | Visitou os Royal Dragoon Guards. |                 |
| 2 de agosto de 2005                   | Arábia Saudita                                         | Riad                                                       | Assistiu ao funeral do Rei Fahd. |                 |
| 1–8 de novembro de 2005               | Estados Unidos                                         | Washington, D.C., Nova Iorque                              | Acompanhado pela Duquesa da Cornualha, na sua primeira viagem conjunta ao estrangeiro. | Presidente Bush |
| 9 de dezembro de 2005                 | Suíça                                                  | Klosters                                                   | Inaugurou uma nova ponte suspensa na região. |                 |
| 20–24 de março de 2006                | Egito                                                  | Cairo                                                      | Acompanhado pela Duquesa da Cornualha. |                 |
| 24–26 de março de 2006                | Arábia Saudita                                         | Riad                                                       | Acompanhado pela Duquesa da Cornualha. |                 |
| 26–31 de março de 2006                | Índia                                                  | Deli, Rajastão, Jodhpur, Jaipur                            | Acompanhado pela Duquesa da Cornualha. |                 |
| 23 de maio de 2006                    | Suíça                                                  | Genebra                                                    | Proferiu um discurso sobre saúde integrada na Assembleia Mundial da Saúde. |                 |
| 29 de outubro – 3 de novembro de 2006 | Paquistão                                              | Islamabad, Rawalpindi, Lahore                              | Acompanhado pela Duquesa da Cornualha. |                 |
| 27–28 de janeiro de 2007              | Estados Unidos                                         | Nova Iorque, Filadélfia                                    | Acompanhado pela Duquesa da Cornualha, o Príncipe Carlos recebeu o 10.º Prémio Global Cidadão Ambiental do Centro de Saúde e Ambiente Global da Harvard Medical School. |                 |
| 19–28 de fevereiro de 2007            | Kuwait · Catar · Barém · Emirados Árabes Unidos        |                                                            | Acompanhado pela Duquesa da Cornualha. |                 |
| 1 de março de 2007                    | Bósnia e Herzegovina                                   | Banja Luka                                                 | Acompanhado pela Duquesa da Cornualha, o Príncipe Carlos visitou o 1.º Batalhão dos Welsh Guards. |                 |
| 22–29 de novembro de 2007             | Uganda · Turquia                                       |                                                            | Acompanhado pela Duquesa da Cornualha, o casal realizou compromissos relacionados com desenvolvimento sustentável, oportunidades para jovens, proteção ambiental, entre outros. |                 |
| 4–14 de março de 2008                 | Trindade e Tobago · Santa Lúcia · Montserrat · Jamaica |                                                            | Acompanhado pela Duquesa da Cornualha. |                 |
| 27 de outubro – 5 de novembro de 2008 | Japão · Brunei · Indonésia                             | Tóquio, Bandar Seri Begawan, Jacarta                       | A Duquesa da Cornualha acompanhou o Príncipe Carlos durante a visita ao Japão e Brunei. A visita ao Japão assinalou o 150.º aniversário das relações diplomáticas entre o Reino Unido e o Japão. A convite do presidente da Indonésia, o Príncipe Carlos proferiu a Conferência Presidencial na capital do país.                                                                                                 |                 |
| 10–11 de novembro de 2008             | França                                                 | Paris, Verdun                                              | O Príncipe de Gales e a Duquesa da Cornualha assistiram a um jantar oferecido pelo Presidente Nicolas Sarkozy e participaram nas comemorações do Dia do Armistício. |                 |
| 8–11 de março de 2009                 | Chile                                                  | Santiago, Valparaíso                                       | Acompanhado pela Duquesa da Cornualha. |                 |
| 11–15 de março de 2009                | Brasil                                                 | Brasília, Rio de Janeiro                                   | Acompanhado pela Duquesa da Cornualha. |                 |
| 15–17 de março de 2009                | Equador                                                | Ilhas Galápagos                                            | Acompanhado pela Duquesa da Cornualha. |                 |
| 26–29 de abril de 2009                | Itália · Cidade do Vaticano                            | Roma, Veneza                                               | Acompanhado pela Duquesa da Cornualha, o Príncipe Carlos proferiu um discurso na Câmara dos Deputados (Itália). O Príncipe e a Duquesa encontraram-se com o Papa Bento XVI em 27 de abril. |                 |
| 29–30 de abril de 2009                | Alemanha                                               |                                                            | Acompanhado pela Duquesa da Cornualha. |                 |
| 6 de junho de 2009                    | França                                                 | Normandia                                                  | O Príncipe Carlos assistiu a eventos que assinalaram o 65.º aniversário do Dia D. |                 |
| 2–12 de novembro de 2009              | Canadá                                                 | St. John's, Toronto, Victoria, Vancouver, Montreal, Ottawa | Acompanhado pela Duquesa da Cornualha. |                 |

### Anos 2010
| Data                                   | País                                         | Áreas visitadas                                                                                         | Detalhes | Anfitrião                                                                                  |
| -------------------------------------- | -------------------------------------------- | --- | --- | ------------------------------------------------------------------------------------------ |
| 15–23 de março de 2010                 | Polónia · República Checa · Hungria          | Varsóvia, Praga, Budapeste                                                                              | Acompanhado pela Duquesa da Cornualha. |                                                                                            |
| 25 de março de 2010                    | Afeganistão                                  | | O Príncipe Carlos visitou as tropas britânicas destacadas no país. |                                                                                            |
| 27 de maio de 2010                     | Noruega                                      | Oslo | O Príncipe Carlos proferiu um discurso na Conferência do Clima e Florestas de Oslo. |                                                                                            |
| 19 de julho de 2010                    | França                                       | Fromelles                                                                                               | O Príncipe e a Duquesa participaram em eventos para comemorar 250 soldados britânicos da Primeira Guerra Mundial. |                                                                                            |
| Outubro de 2010                        | Índia                                        | Deli | Acompanhado pela Duquesa da Cornualha, o Príncipe Carlos inaugurou os Jogos da Commonwealth de 2010 em nome da Rainha, juntamente com o Presidente da Índia. |                                                                                            |
| 9 de fevereiro de 2011                 | Bélgica                                      | Bruxelas                                                                                                | O Príncipe Carlos participou na Cimeira da Prosperidade de Baixo Carbono. |                                                                                            |
| 28 de março – 6 de abril de 2011       | Portugal · Espanha · Marrocos                | Lisboa, Madrid, Sevilha, Rabat                                                                          | Acompanhado pela Duquesa da Cornualha. O objetivo principal da viagem foi promover oportunidades de comércio e investimento e aumentar a cooperação sobre alterações climáticas. |                                                                                            |
| Outubro – Novembro de 2011             | Kuwait · Catar · África do Sul · Tanzânia    | | O Príncipe Carlos participou em eventos para assinalar o 50.º aniversário da independência e 20.º aniversário da libertação no Kuwait. Acompanhado pela Duquesa da Cornualha na África do Sul e Tanzânia, onde celebraram o 50.º aniversário da independência da Tanzânia. |                                                                                            |
| 20–27 de março de 2012                 | Noruega · Suécia · Dinamarca                 | | O Príncipe de Gales e a Duquesa da Cornualha visitaram os três países escandinavos a pedido do governo do Reino Unido. A visita começou na Noruega (Oslo & Bergen), continuou na Suécia (Estocolmo) e terminou na Dinamarca (Copenhaga & Elsinore). | Rei Haroldo V da Noruega Rei Carlos XVI Gustavo da Suécia Rainha Margarida II da Dinamarca |
| 20–23 de maio de 2012                  | Canadá                                       | Saint John, Toronto, Regina                                                                             | O Príncipe e a Duquesa percorreram o Canadá a pedido do governo canadiano para assinalar o Jubileu de Diamante da Rainha e o Dia da Vitória. |                                                                                            |
| 3–12 de novembro de 2012               | Papua-Nova Guiné · Austrália · Nova Zelândia | Longreach, Melbourne, Adelaide, Hobart,Sydney, Canberra, Auckland, Wellington, Manawatū, Christchurch   | O Príncipe e a Duquesa visitaram os países para celebrar o Jubileu de Diamante da Rainha. |                                                                                            |
| 12–13 de março de 2013                 | Jordânia                                     | Amã, Ar-Ramtha, Jerash                                                                                  | O Príncipe e a Duquesa visitaram museus e escolas. Carlos visitou a Mesquita Rei Hussein e o casal deslocou-se à fronteira com a Síria, onde se reuniu com refugiados sírios. | Abdullah II da Jordânia                                                                    |
| 13–15 de março de 2013                 | Catar                                        | Doha | Entre os locais visitados pelo casal estiveram o Museu de Arte Islâmica e a Katara Cultural Village. |                                                                                            |
| 15–16 de março de 2013                 | Arábia Saudita                               | Riad | Carlos e Camila visitaram a Assembleia Consultiva da Arábia Saudita. |                                                                                            |
| 17–18 de março de 2013                 | Omã                                          | Muscat, Nizwa                                                                                           | O casal se encontrou com os locais enquanto visitava o Fortaleza de Nizwa. | Qaboos bin Said                                                                            |
| 29–30 de abril de 2013                 | Países Baixos                                | Amsterdão                                                                                               | O Príncipe e a Duquesa assistiram à inauguração de Guilherme Alexandre dos Países Baixos e às celebrações pela partida da Beatriz dos Países Baixos. |                                                                                            |
| 28–30 de maio de 2013                  | Arménia                                      | Erevã, Vagarshapat, Garni                                                                               | O Príncipe Carlos visitou o museu Matenadaran em Erevã, encontrou-se com o Presidente Serzh Sarkisian e com o Católico Karekin II, e participou em eventos culturais e de caridade. |                                                                                            |
| 6–14 de novembro de 2013               | Índia, Sri Lanka                             | Dehradun, Nova Deli, Mumbai, Pune, Kochi, Colombo                                                       | O Príncipe e a Duquesa promoveram os laços entre o Reino Unido e a Índia em conservação, educação, negócios e empoderamento das mulheres. No Sri Lanka, Carlos representou Rainha Isabel II na CHOGM em Colombo, participando de eventos oficiais. |                                                                                            |
| 17–19 de fevereiro de 2014             | Arábia Saudita                               | Riade                                                                                                   | Durante uma turnê pelo Golfo, o Príncipe encontrou-se com altos funcionários sauditas e participou do festival Janadriyah, usando traje tradicional e realizando uma dança com espada. |                                                                                            |
| 19–21 February 2014                    | 19–21 de fevereiro de 2014                   | Catar                                                                                                   | Visitou o Museu de Arte Islâmica, a Biblioteca Nacional de Património, o Centro Anglicano, e encontrou-se com o Ministro dos Negócios Estrangeiros Khaled bin Mohammed Al Attiyah. |                                                                                            |
| 21 February 2014                       | 21 de fevereiro de 2014                      | Emirados Árabes Unidos                                                                                  | Foi recebido pelo Príncipe Herdeiro Mohammed bin Zayed Al Nahyan. |                                                                                            |
| 21 de fevereiro de 2014                | Bahrein                                      | Manama                                                                                                  | Foi recebido pelo Rei Hamad bin Isa Al Khalifa no Palácio Bustan. |                                                                                            |
| 18–21 de maio de 2014                  | Canadá                                       | Halifax, Pictou, Charlottetown, Winnipeg                                                                | Turnê oficial visitando a Nova Escócia, Ilha do Príncipe Eduardo e Manitoba; participou dos eventos do Dia de Vitória; encontrou-se com líderes locais e realizou cerimônias de investidura. |                                                                                            |
| 31 de maio de 2014                     | Romênia                                      | Bucareste                                                                                               | Encontrou-se com o Presidente Traian Băsescu e recebeu um Doutorado Honoris Causa pela Universidade de Bucareste. |                                                                                            |
| 5–6 de junho de 2014                   | França                                       | Ranville, Bayeux                                                                                        | Juntou-se à Rainha e ao Duque de Edimburgo para marcar o 70.º aniversário do desembarque do Dia D; participou de serviços e cerimônias; encontrou-se com o Presidente Hollande, o Primeiro-Ministro Valls e o Primeiro-Ministro canadense Harper. |                                                                                            |
| 28 de outubro a 2 de novembro de 2014  | Colômbia                                     | Bogotá, Meta, Cartagena                                                                                 | Visita oficial organizada pelo Presidente Juan Manuel Santos; visitou o Centro de Paz e Reconciliação, o Parque Nacional Chiribiquete, o Museu do Ouro e participou da conferência "Saúde dos Oceanos". |                                                                                            |
| 2 a 5 de novembro de 2014              | México                                       | Cidade do México, Real del Monte, Campeche, Monterrey                                                   | Visitou a capital e os estados de Hidalgo, Campeche e Nuevo León; participou das festividades do Dia dos Mortos; encontrou-se com o Presidente Enrique Peña Nieto; visitou locais culturais e naturais. |                                                                                            |
| 24 de janeiro de 2015                  | Arábia Saudita                               | Riyadh                                                                                                  | Apresentou condolências ao Rei Salman em nome da Rainha, após a morte do Rei Abdullah. |                                                                                            |
| 7–9 de fevereiro de 2015               | Jordânia                                     | Amã, Al Mafraq                                                                                          | Como parte de sua turnê pelo Oriente Médio, o Príncipe visitou a Jordânia e se encontrou com o Rei Abdullah II, Príncipe Ghazi bin Muhammad e Príncipe El Hassan bin Talal. Ele reuniu-se com líderes religiosos cristãos iraquianos residentes em Amã e visitou o Campo de Refugiados de Za'atari em Al Mafraq, acompanhado pela Secretária de Desenvolvimento Internacional do Reino Unido, Justine Greening. |                                                                                            |
| 9–10 de Fevereiro de 2015              | Kuwait                                       | Cidade do Kuwait                                                                                        | Como parte da sua visita ao Médio Oriente, o Príncipe visitou o Kuwait e reuniu-se com o Amir Sabah Al-Ahmad Al-Jaber, o Príncipe Herdeiro Nawaf Al-Ahmad e o Sheikh Nasser Mohammed Al Ahmed Al Sabah. O Príncipe visitou o HMS Dauntless no porto da Cidade do Kuwait. |                                                                                            |
| 10–12 de Fevereiro de 2015             | Arábia Saudita                               | Riade                                                                                                   | Como parte da sua visita ao Médio Oriente, o Príncipe visitou Riyad e reuniu-se com o Rei Salman da Arábia Saudita, Muqrin bin Abdulaziz, Príncipe Herdeiro, o Governador de Riade, Faisal bin Bandar Al Saud, o Ministro da Guarda Nacional Mutaib bin Abdullah Al Saud e o Príncipe Al Waleed bin Talal. |                                                                                            |
| 12 de Fevereiro de 2015                | Catar                                        | Doha | Como parte da sua visita ao Médio Oriente, o Príncipe visitou o Emir Tamim bin Hamad Al Thani em Doha. |                                                                                            |
| 12 de Fevereiro de 2015                | Emirados Árabes Unidos                       | Abu Dhabi                                                                                               | Como parte da sua visita ao Médio Oriente, o Príncipe visitou o Príncipe Herdeiro Mohammed bin Zayed Al Nahyan em Abu Dhabi. |                                                                                            |
| 17–20 de Março de 2015                 | Estados Unidos                               | Washington, D.C., Mount Vernon, Louisville                                                              | O Príncipe e a Duquesa visitaram Washington, D.C., Virgínia e Kentucky. Reuniram-se com o Presidente Barack Obama na Casa Branca, o Governador da Virgínia Terry McAuliffe e o Governador de Kentucky Steve Beshear. O Príncipe visitou Mount Vernon, viu uma versão de 1297 da Magna Carta e as Cartas da Liberdade nos Arquivos Nacionais, participou numa Conferência sobre "Plásticos e os Oceanos" organizada pela International Sustainability Unit, assistiu a uma recepção no Departamento de Estado para assinalar o 60.º aniversário das Marshall Scholarships, reuniu-se com o Comité de Relações Externas do Senado e com o Líder do Senado Mitch McConnell, e recebeu o Prémio Teddy Roosevelt da International Conservation Caucus Foundation. Em Louisville, o Príncipe visitou o African American Heritage Centre e participou numa mesa redonda na Catedral da Assunção sobre a importância da espiritualidade no incentivo ao desenvolvimento de comunidades saudáveis, antes de proferir um discurso sobre "os Princípios da Harmonia". |                                                                                            |
| 23–25 de Abril de 2015                 | Turquia                                      | Istambul, Çanakkale, Gallipoli                                                                          | O Príncipe visitou a Turquia, acompanhado pelo Príncipe Harry, para participar nas comemorações que assinalaram o centenário do desembarque de Gallipoli. Reuniu-se com o Presidente Recep Tayyip Erdoğan e visitou o HMS Bulwark. O Príncipe participou no serviço internacional em Abide, no serviço da Commonwealth e da Irlanda no Helles Memorial, no serviço francês na Morto Bay, no serviço ao amanhecer na ANZAC Cove, no serviço de acção de graças da Austrália em Lone Pine, e no serviço de acção de graças da Nova Zelândia em Chunuk Bair. |                                                                                            |
| 19–20 de Maio de 2015                  | Irlanda                                      | Galway, Oranmore, Gort, Sligo, Drumcliff, Cliffoney, Mullaghmore                                        | O Príncipe e a Duquesa visitaram os condados Galway e Sligo como parte da sua visita à Irlanda. Reuniram-se com o Presidente Michael Higgins, o Taoiseach Enda Kenny, o Líder do Fianna Fáil Micheál Martin, o Presidente do Sinn Féin Gerry Adams e o antigo Taoiseach John Bruton. O Príncipe visitou a National University of Ireland, Galway, o Marine Institute in Oranmore, the Burren, o Lough Cutra Castle e a Claddagh National School. O Príncipe e a Duquesa assistiram a um serviço ecuménico de paz e reconciliação na Igreja de St. Columba em Drumcliffe, e visitaram o Classiebawn Castle e Mullaghmore, onde o tio-avô do Príncipe, Conde Mountbatten da Birmânia, foi assassinado pelo IRA. |                                                                                            |
| 31 de Maio de 2015                     | Roménia                                      | Bucareste                                                                                               | O Príncipe reuniu-se com o Presidente Klaus Iohannis no Palácio Cotroceni em Bucareste. |                                                                                            |
| 17 de Junho de 2015                    | Bélgica                                      | Hougoumont                                                                                              | O Príncipe e a Duquesa assistiram a um serviço em memória dos soldados que morreram na Batalha de Waterloo, juntamente com a Princesa Astrid da Bélgica, o Príncipe Pieter-Christiaan de Orange-Nassau, van Vollenhoven, Henri, Grão-Duque do Luxemburgo, o Príncipe Nikolaus von Blucher da Prússia, Carlos, Príncipe Napoleão e Charles Wellesley, 9.º Duque de Wellington. O Príncipe também desvelou o novo monumento na Fazenda Hougoumont. Reuniu-se ainda com Princesa Astrid da Bélgica. |                                                                                            |
| 4–10 de Novembro de 2015               | Nova Zelândia                                | Wellington, Dunedin, Nelson, Westport, Hamilton, Auckland, New Plymouth                                 | O Príncipe e a Duquesa realizaram uma visita oficial à Nova Zelândia, durante a qual se reuniram com o Governador-Geral Tenente-General Sir Jerry Mateparae, o Primeiro-Ministro John Key, o Líder da Oposição Andrew Little e o Presidente da Câmara dos Deputados da Nova Zelândia David Carter. Eles depositaram coroas de flores no Memorial Nacional de Guerra, assistiram a uma recepção com membros do parlamento na Government House, em Wellington, e participaram na parada de vitória da equipa nacional de râguebi da Nova Zelândia Copa do Mundo de Râguebi na praça da Câmara do Parlamento. Em Dunedin, o Príncipe visitou o Tawa College e o Museu dos Colonos de Otago Toitū. O Príncipe e a Duquesa visitaram o mercado e uma vinícola em Nelson, e o Príncipe visitou a New Zealand Defence Force em Westport. Eles visitaram o Marae de Turangawaewae em Hamilton, assistiram a uma recepção para the Prince's Charities na Government House, Auckland, e participaram numa festa no jardim no Pukekura Park em New Plymouth. O Príncipe também visitou o navio de formação Spirit of New Zealand no Cais dos Príncipes, em Auckland. |                                                                                            |
| 10–15 de Novembro de 2015              | Austrália                                    | Adelaide, Vale do Barossa, Sydney, Canberra, Albany, Perth                                              | O Príncipe e a Duquesa realizaram uma visita oficial à Austrália, visitando Austrália Meridional, Nova Gales do Sul, o Território da Capital Australiana e Austrália Ocidental. Em Adelaida, reuniram-se com o Governador-Geral General Sir Peter Cosgrove, o Governador da Austrália Meridional Hieu Van Le e o Premier Jay Weatherill, e visitaram a região vinícola do Vale do Barossa. Em Canberra, assistiram à cerimónia nacional do Dia da Lembrança no Memorial de Guerra Australiano e visitaram a Australian Security Intelligence Organisation, o Museu Nacional da Austrália e o Arboreto Nacional de Canberra. O Príncipe também se reuniu com o Primeiro-Ministro Malcolm Turnbull e o Líder da Oposição Bill Shorten. Em Sydney, o Príncipe e a Duquesa visitaram a Unidade de Polícia Montada de New South Wales, assistiram a uma recepção na Government House dada pelo Governador de New South Wales General David Hurley, e participaram num jantar na Admiralty House dado pelo Governador-Geral. Em Austrália Ocidental, o Príncipe e a Duquesa visitaram uma vinícola e o Albany Agricultural Show e assistiram a recepções em Perth oferecidas pelo Governador da Austrália Ocidental Kerry Sanderson. O Príncipe inaugurou os State Buildings em Perth e, juntamente com a Duquesa, visitou o Kings Park. |                                                                                            |
| 26–28 de Novembro de 2015              | Malta                                        | St. Julians, Valeta, Ta' Qali, Vittoriosa, Mellieha, Zejtun, Mdina                                      | O Príncipe e a Duquesa visitaram Malta para participar na Reunião dos Chefes de Governo da Commonwealth com a Rainha e o Duque de Edimburgo. O Príncipe reuniu-se com o Presidente Marie-Louise Coleiro Preca, o Primeiro-Ministro Dr. Joseph Muscat, o Presidente do Sri Lanka Maithripala Sirisena, o Primeiro-Ministro do Canadá Justin Trudeau e o Secretário-Geral da Commonwealth Kamalesh Sharma. O Príncipe participou em várias reuniões e recepções, incluindo para o Prince of Wales's International Sustainability Unit, o Prince's Trust International e a Special Executive Session on Climate Action. |                                                                                            |
| 29 de Novembro – 1 de Dezembro de 2015 | França                                       | Paris                                                                                                   | O Príncipe visitou a França para participar na 21ª Conferência das Partes das Nações Unidas sobre Alterações Climáticas em Paris. |                                                                                            |
| 14–16 de Março de 2016                 | Croácia                                      | Zagreb, Osijek                                                                                          | Durante a sua visita aos Balcãs, o Príncipe e a Duquesa visitaram Zagreb e Osijek. Reuniram-se com a Presidente Kolinda Grabar-Kitarović, que ofereceu um jantar em sua honra no Palácio Presidencial, e com o Primeiro-Ministro Tihomir Oreškovic. Também se encontraram com líderes comunitários locais envolvidos numa iniciativa regional de construção da paz e reconciliação em Osijek. |                                                                                            |
| 16–18 de Março de 2016                 | Sérvia                                       | Belgrado, Novi Sad, Sremski Karlovci                                                                    | Durante a sua visita aos Balcãs, o Príncipe e a Duquesa visitaram Belgrado e Vojvodina. Reuniram-se com o Presidente Tomislav Nikolić e o Primeiro-Ministro Aleksandar Vucic, que ofereceram um jantar em sua honra. Também se encontraram com Alexandre, Príncipe Herdeiro da Iugoslávia e Catarina, Princesa Herdeira da Iugoslávia no Palácio Real em Belgrado, e com o Patriarca da Igreja Ortodoxa Sérvia, Irinej Gavrilovic. Visitando o cemitério da Commonwealth War Graves Commission em Belgrado, a Fortaleza de Kalemegdan e a Catedral de São Sava, assistiram ainda a uma recepção para assinalar as mulheres britânicas na linha de frente sérvia durante a Primeira Guerra Mundial e as relações bilaterais Reino Unido-Sérvia, oferecida pela Presidente da Assembleia Nacional Sérvia, Maja Gojkovic. Mais tarde, visitaram Novi Sad e Sremski Karlovci. |                                                                                            |
| 18 de Março de 2016                    | Montenegro                                   | Podgorica, Cetinje                                                                                      | Durante a sua visita aos Balcãs, o Príncipe e a Duquesa visitaram Podgorica e Cetinje. Reuniram-se com o Presidente Filip Vujanović, o Primeiro-Ministro Milo Đukanović e o Vice-Primeiro-Ministro Dusko Markovic. Também visitaram um festival de património cultural no Museu Vladin Dom em Cetinje. |                                                                                            |
| 18–19 de Março de 2016                 | Kosovo                                       | Pristina, Prizren                                                                                       | Durante a sua visita aos Balcãs, o Príncipe e a Duquesa visitaram Pristina e Prizren. Reuniram-se com a Presidente da República do Kosovo Atifete Jahjaga e participaram numa cerimónia de homenagem no Memorial das Pessoas Desaparecidas em Pristina. O Príncipe depositou uma coroa de flores nos memoriais da Força de Kosovo e do Reino Unido aos Caídos na Sede da Força de Kosovo em Pristina. Ele também visitou a Igreja de Nossa Senhora do Perpétuo Socorro, a Igreja Ortodoxa Sérvia de São Jorge e a Mesquita Sinan Pasha em Prizren. |                                                                                            |
| 25 de Maio de 2016                     | Irlanda                                      | Donegal, Letterkenny, Churchill                                                                         | No final de uma visita à Irlanda do Norte, o Príncipe e a Duquesa passaram um dia no Condado de Donegal na República da Irlanda. Visitaram o Castelo de Donegal, foram recebidos numa recepção no Instituto de Tecnologia de Letterkenny pelo Ministro dos Negócios Estrangeiros e Comércio Charles Flanagan, e visitaram o Parque Nacional Glenveagh. |                                                                                            |
| 30 de Maio – 1 de Junho de 2016        | Roménia                                      | Bucareste, Viscri                                                                                       | O Príncipe reuniu-se com o Presidente Klaus Iohannis, o Primeiro-Ministro Dacian Cioloș e a Margarida da Romênia e Príncipe Radu no Palácio Elisabeta. O Príncipe também inaugurou um centro de formação em Viscri, Condado de Brașov. |                                                                                            |
| 1 de Julho de 2016                     | França                                       | Thiepval, Beaumont-Hamel                                                                                | O Príncipe e a Duquesa visitaram a França para participar de eventos que marcaram o centenário da Batalha do Somme. Eles participaram do serviço nacional de comemoração do Reino Unido no Memorial de Thiepval com o Presidente François Hollande, o Duque e Duquesa de Cambridge, e o Príncipe Harry, o serviço de comemoração da Somme Association na Ulster Memorial Tower, e a cerimônia nacional de recordação do Canadá no Memorial de Beaumont-Hamel Newfoundland. |                                                                                            |
| 15 de Setembro de 2016                 | França                                       | Longueval                                                                                               | O Príncipe visitou a França para participar do serviço nacional de comemoração da Nova Zelândia, marcando o centenário da Batalha do Somme no Cemitério da Commonwealth de Caterpillar Valley. |                                                                                            |
| 30 de Setembro de 2016                 | Israel                                       | Jerusalém                                                                                               | O Príncipe representou a Rainha no funeral de estado de Shimon Peres (ex-Presidente de Israel). |                                                                                            |
| 4–6 de Novembro de 2016                | Omã                                          | Muscat, Misfat Al Abryeen, Ras Al Shajar                                                                | Durante a sua visita ao Golfo Pérsico, o Príncipe e a Duquesa visitaram Muscat e Ad Dakhiliyah. Assistiram a uma recepção cultural no Palácio Boulevard, Muscat, onde foram recebidos por Sayyid Haitham bin Tariq bin Taimur Al Said. Visitaram o Museu Nacional de Omã e foram recebidos para o jantar pelo Sultão Qaboos. O Príncipe também visitou a antiga aldeia de Misfat Al Abryeen e a Reserva Natural de Ras Al Shajar. |                                                                                            |
| 6–8 de Novembro de 2016                | Emirados Árabes Unidos                       | Abu Dhabi, Bu Tinah Island, Masdar City, Al Ain, Dubai, Sharjah                                         | Durante a sua visita ao Golfo, o Príncipe e a Duquesa visitaram os emirados de Abu Dhabi, Dubai e Sharjah. Visitou a Mesquita Sheikh Zayed em Abu Dhabi e participou de uma celebração cultural no Forte Al Jahili em Al Ain, organizada pelo Príncipe Herdeiro Mohammed bin Zayed Al Nahyan. O Príncipe também visitou a Ilha Bu Tinah e Masdar City. Posteriormente, o Príncipe visitou o local da Expo 2020 e se encontrou com o Vice-presidente e Primeiro-ministro Mohammed bin Rashid Al Maktoum em Dubai e o Governante de Sharjah Sultan bin Mohammed Al Qasimi em Sharjah. |                                                                                            |
| 8–11 de Novembro de 2016               | Bahrain                                      | Manama                                                                                                  | Durante a sua visita ao Golfo, o Príncipe e a Duquesa visitaram Manama e se encontraram com o Rei Hamad, o Príncipe Herdeiro Salman e o Primeiro-ministro Príncipe Khalifa bin Salman Al Khalifa. Em seguida, visitaram o Museu do Antigo Correio, onde desvelaram selos comemorativos marcando o 200º aniversário da relação bilateral entre o Bahrein e o Reino Unido, o Antigo Souk, o Templo Krishna, a Mesquita Al-Fateh e o Museu Nacional. O Príncipe também visitou o HMS Middleton e participou de um serviço do Dia da Memória na Embaixada Britânica. |                                                                                            |
| 29–31 de Março de 2017                 | Romênia                                      | Bucareste                                                                                               | O Príncipe visitou Bucareste e se encontrou com o Presidente Klaus Iohannis, o Primeiro-ministro Sorin Grindeanu, Margarida da Romênia e Príncipe Radu, e Patriarca Daniel da Igreja Ortodoxa Romena. |                                                                                            |
| 31 de Março – 5 de Abril de 2017       | Itália                                       | Florença, Veneza, Nápoles, Amatrice, Roma                                                               | O Príncipe e a Duquesa visitaram Toscana, Vêneto, Campânia e Lácio. Eles visitaram o Instituto Britânico de Florença, participaram de um serviço de lembrança no cemitério da Commonwealth War Graves Commission em Montecchio Precalcino, visitaram o local do terremoto de outubro de 2016 no centro da Itália em Amatrice, visitaram a British School at Rome e participaram de uma discussão plenária sobre a fome no Leste da África na Organização das Nações Unidas para Agricultura e Alimentação. O Príncipe também se encontrou com o Presidente Sergio Mattarella e o Primeiro-ministro Paolo Gentiloni. |                                                                                            |
| 4 de Abril de 2017                     | Cidade do Vaticano                           | Cidade do Vaticano                                                                                      | O Príncipe e a Duquesa se encontraram com o Papa Francisco e o Cardeal Secretário de Estado Pietro Parolin. Eles também participaram de uma reunião sobre mudanças climáticas e visitaram o Colégio Inglês. |                                                                                            |
| 5–6 de Abril de 2017                   | Áustria                                      | Viena                                                                                                   | O Príncipe e a Duquesa se encontraram com o Presidente Alexander Van der Bellen, o Príncipe também se encontrou com o Chanceler Christian Kern, visitou o Musikverein e participou de uma reunião na Organização para a Segurança e Cooperação na Europa. |                                                                                            |
| 9 de Abril de 2017                     | França                                       | Vimy | O Príncipe representou a Rainha num serviço comemorativo para marcar o centenário da Batalha de Vimy Ridge. |                                                                                            |
| 10–12 de Maio de 2017                  | Irlanda                                      | Dublin, Kilkenny, Thomastown, Curragh                                                                   | O Príncipe e a Duquesa visitaram os condados Dublin e Kilkenny. O Príncipe, com o Presidente Michael D. Higgins e o Taoiseach Enda Kenny, visitaram o Castelo de Kilkenny e participaram de um ato de lembrança no Glasnevin Cemetery em Dublin. |                                                                                            |
| 29–31 de Maio de 2017                  | Romênia                                      | Cluj-Napoca, Viscri                                                                                     | O Príncipe recebeu um Doutorado Honorário na Babeș-Bolyai University em Cluj-Napoca e visitou Viscri. |                                                                                            |
| 29 de Junho – 1 de Julho de 2017       | Canadá                                       | Iqaluit, Trenton, Wellington, Ottawa                                                                    | O Príncipe e a Duquesa visitaram Nunavut e Ontário. Eles visitaram a Assembleia Legislativa em Iqaluit e a Base das Forças Canadenses em Trenton, abriram o Hall da História Canadense no Museu de História Canadense em Ottawa e participaram das comemorações do Canada Day na Parliament Hill para marcar o 150.º aniversário da confederação do Canadá. O Príncipe também se encontrou com o Governador-Geral David Johnston e o Primeiro-Ministro Justin Trudeau. |                                                                                            |
| 31 de Julho de 2017                    | Bélgica                                      | Passendale                                                                                              | O Príncipe representou a Rainha nas comemorações do centenário da Battle of Passchendaele no Cemitério Tyne Cot, West Flanders. |                                                                                            |
| 4–5 de Outubro de 2017                 | Malta                                        | Valeta, St. Julian's                                                                                    | O Príncipe participou na comemoração do 75.º aniversário da concessão da George Cross a Malta e encontrou-se com o Primeiro-Ministro Joseph Muscat. |                                                                                            |
| 30 de Outubro – 2 de Novembro de 2017  | Singapura                                    | Singapura                                                                                               | O Príncipe e a Duquesa visitaram Singapura e encontraram-se com a Presidente Halimah Yacob e o Primeiro-Ministro Lee Hsien Loong. |                                                                                            |
| 2 de Novembro de 2017                  | Brunei                                       | Brunei                                                                                                  | O Príncipe e a Duquesa visitaram Brunei e encontraram-se com o Sultão Hassanal Bolkiah. |                                                                                            |
| 2–8 de Novembro de 2017                | Malásia                                      | Kuala Lumpur, Taiping, Kuala Kangsar, Sarawak, George Town                                              | Na sua primeira visita à Malásia, o Príncipe e a Duquesa visitaram Kuala Lumpur, Perak, Sarawak e Penang para celebrar os 60 anos de relações diplomáticas Malásia-Reino Unido. Eles encontraram-se com o Yang di-Pertuan Agong Muhammad V e o Sultão de Perak Nazrin Shah, e o Príncipe visitou o Cemitério de Guerra de Taiping. |                                                                                            |
| 8–9 de Novembro de 2017                | Índia                                        | Nova Deli                                                                                               | O Príncipe e a Duquesa visitaram Delhi e encontraram-se com o Primeiro-Ministro Narendra Modi. O Príncipe participou num evento que marcou o 2017 United Kingdom India Year of Culture e depositou uma coroa de flores na Porta da Índia. |                                                                                            |
| 17–19 de novembro de 2017              | Antígua e Barbuda                            | São Jorge, Codrington                                                                                   | O Príncipe visitou as ilhas de Antígua e Barbuda e visitou as comunidades afetadas pelo Furacão Irma. Também reuniu-se com o Governador-Geral Sir Rodney Williams e o Primeiro-Ministro Gaston Browne. |                                                                                            |
| 18 de novembro de 2017                 | Ilhas Virgens Britânicas                     | Ilha Beef, Road Town                                                                                    | O Príncipe visitou a Ilha Beef e Tórtola e visitou as comunidades afetadas pelo Furacão Irma. Também reuniu-se com o Governador Gus Jaspert e o Premier Orlando Smith. |                                                                                            |
| 19 de novembro de 2017                 | Dominica                                     | Roseau                                                                                                  | O Príncipe visitou a Dominica e visitou as comunidades afetadas pelo Furacão Maria. Também reuniu-se com o Presidente Charles Savarin e o Primeiro-Ministro Roosevelt Skerrit. |                                                                                            |
| 16 de dezembro de 2017                 | Roménia                                      | Bucareste                                                                                               | O Príncipe representou a Rainha no funeral de Rei Miguel I. |                                                                                            |
| 4–10 de abril de 2018                  | Austrália                                    | Brisbane, Gold Coast, Bundaberg, Lady Elliot Island, Cairns, Mossman Gorge, Nhulunbuy, Yirrkala, Darwin | Na sua décima sexta visita à Austrália, o Príncipe e a Duquesa visitaram Queensland e o Território do Norte. O Príncipe inaugurou os Jogos da Commonwealth de 2018 em nome da Rainha. O Príncipe reuniu-se com o Governador-Geral General Sir Peter Cosgrove, o Governador de Queensland Paul De Jersey, o Primeiro-Ministro Malcolm Turnbull, o Líder da Oposição Bill Shorten, o Chefe do Governo do Território do Norte Michael Gunner e a Governadora-Geral da Nova Zelândia Dame Patsy Reddy. O Príncipe também visitou a HMAS Cairns, a Base do Royal Flying Doctor Service em Cairns e encontrou-se com anciãos e guardas indígenas em Mount Nhulun. |                                                                                            |
| 7 de abril de 2018                     | Vanuatu                                      | Port Vila                                                                                               | O Príncipe reuniu-se com o Presidente Tallis Obed Moses e foi nomeado chefe honorário. |                                                                                            |
| 25 de abril de 2018                    | França                                       | Villers-Bretonneux                                                                                      | O Príncipe assistiu a uma cerimónia do Anzac Day no Memorial Nacional Australiano em Villers-Bretonneux. |                                                                                            |
| 7–9 de maio de 2018                    | França                                       | Nice, Èze, Lyon                                                                                         | O Príncipe e a Duquesa visitaram o memorial para as vítimas do ataque terrorista de 2016 em Nice e assistiram a uma cerimónia de comemoração do VE Day em Lyon. |                                                                                            |
| 9–11 de maio de 2018                   | Grécia                                       | Atenas, Knossos, Archanes                                                                               | O Príncipe e a Duquesa visitaram Atenas e Creta. O Príncipe depositou uma coroa no Memorial do Soldado Desconhecido na Praça Syntagma, Atenas, e reuniu-se com o Presidente Prokopis Pavlopoulos, o Primeiro-Ministro Alexis Tsipras, o Líder da Oposição Kyriakos Mitsotakis e o Arcebispo de Atenas e de toda a Grécia Ieronymos II. O Príncipe também visitou o cemitério da Commonwealth War Graves Commission em Phaleron e o HMS Echo. |                                                                                            |
| 30–31 de maio de 2018                  | Roménia                                      | Bucareste, Viscri                                                                                       | O Príncipe reuniu-se com o Presidente Klaus Iohannis, a Primeira-Ministra Viorica Dancila e Margarida da Romênia, Custódia da Coroa da Roménia. |                                                                                            |
| 14–15 de junho de 2018                 | Irlanda                                      | Cork, Caherdaniel, Tralee, Killarney                                                                    | O Príncipe e a Duquesa visitaram os condados de Cork e Kerry. Visitaram o English Market em Cork, a casa ancestral de Daniel O'Connell, Siamsa Tíre e o Parque Nacional de Killarney. O Príncipe reuniu-se com o Tánaiste Simon Coveney, a Presidente e Vice-Presidente do Sinn Féin, Mary Lou McDonald e Michelle O'Neill, e o Líder do Fianna Fáil Micheál Martin. |                                                                                            |
| 31 de outubro a 2 de novembro de 2018  | Gâmbia                                       | Banjul, Serekunda                                                                                       | O Príncipe e a Duquesa reuniram-se com o Presidente Adama Barrow e visitaram o cemitério da Commonwealth War Graves Commission em Fajara. |                                                                                            |
| 2 a 6 de novembro de 2018              | Gana                                         | Acra, Kumasi                                                                                            | O Príncipe e a Duquesa visitaram Acra e a região de Ashanti. O Príncipe reuniu-se com o Presidente Nana Akufo-Addo, com o Okyenhene Osagyefuo Amoatia Ofori Panin e com o Asantehene Otumfuo Nana Osei Tutu II, visitou o cemitério da Commonwealth War Graves Commission em Acra e inaugurou o Parque Príncipe de Gales na Universidade de Ciência e Tecnologia Kwame Nkrumah, em Kumasi. |                                                                                            |
| 6 a 8 de novembro de 2018              | Nigéria                                      | Abuja, Lagos                                                                                            | O Príncipe e a Duquesa visitaram Abuja e Lagos. O Príncipe reuniu-se com o Presidente Muhammadu Buhari, o líder do Partido Democrático do Povo Atiku Abubakar e chefes tradicionais, e visitaram o cemitério da Commonwealth War Graves Commission em Abuja. Uma visita planeada a Jos foi cancelada devido à violência na região. |                                                                                            |
| 5 de dezembro de 2018                  | Estados Unidos da América                    | Washington, D.C.                                                                                        | O Príncipe representou a Rainha no funeral de estado do ex-Presidente George H. W. Bush. |                                                                                            |
| 17 a 24 de março de 2019               | Barbados                                     | Bridgetown                                                                                              | No âmbito da sua visita ao Caribe pela Commonwealth, o Príncipe e a Duquesa visitaram Barbados, durante a qual o Príncipe depositou uma coroa de flores no Cenotáfio em Bridgetown, apresentou uma nova bandeira à Barbados Coast Guard e reuniu-se com a Governadora-Geral Dama Sandra Mason e a Primeira-Ministra Mia Mottley. |                                                                                            |
| 17 de março de 2019                    | Santa Lúcia                                  | Vieux Fort                                                                                              | No âmbito da sua visita à Commonwealth no Caribe, o Príncipe visitou Santa Lúcia e reuniu-se com o Governador-Geral Sir Neville Cenac e o Primeiro-Ministro Allen Chastanet. |                                                                                            |
| 20 de março de 2019                    | São Vicente e Granadinas                     | Kingstown                                                                                               | No âmbito da sua visita à Commonwealth no Caribe, o Príncipe e a Duquesa visitaram São Vicente e Granadinas e reuniram-se com o Governador-Geral Sir Frederick Ballantyne e o Primeiro-Ministro Ralph Gonsalves. |                                                                                            |
| 21 de março de 2019                    | São Cristóvão e Neves                        | Basseterre, Charlestown                                                                                 | No âmbito da sua visita à Commonwealth no Caribe, o Príncipe e a Duquesa visitaram São Cristóvão e Neves e reuniram-se com o Governador-Geral Sir Tapley Seaton e o Primeiro-Ministro Timothy Harris. |                                                                                            |
| 23 de março de 2019                    | Granada                                      | St. George's                                                                                            | No âmbito da sua visita à Commonwealth no Caribe, o Príncipe e a Duquesa visitaram Granada e reuniram-se com a Governadora-Geral Dama Cécile La Grenade e o Primeiro-Ministro Keith Mitchell. |                                                                                            |
| 24 a 27 de março de 2019               | Cuba                                         | Havana                                                                                                  | O Príncipe e a Duquesa foram os primeiros membros da família real britânica a visitar Cuba. Durante a visita, depositaram uma coroa de flores no José Martí Memorial em Havana e reuniram-se com o Presidente Miguel Díaz-Canel. |                                                                                            |
| 27 a 28 de março de 2019               | Ilhas Cayman                                 | George Town, Little Cayman                                                                              | No âmbito da sua visita à Commonwealth no Caribe, o Príncipe e a Duquesa visitaram Grand Cayman e Little Cayman e reuniram-se com o Governador Martyn Roper e o Premier Alden McLaughlin. |                                                                                            |
| 7 a 10 de maio de 2019                 | Alemanha                                     | Berlim, Leipzig, Munique, Glonn                                                                         | O Príncipe e a Duquesa visitaram Berlim, Saxónia e Baviera e reuniram-se com o Presidente Frank-Walter Steinmeier, a Chanceler Angela Merkel, o Ministro-Presidente da Saxónia Michael Kretschmer e o Ministro-Presidente da Baviera Markus Söder. |                                                                                            |
| 20 a 21 de maio de 2019                | Irlanda                                      | Dublin, Enniskerry, Kilbride, Glendalough                                                               | O Príncipe e a Duquesa visitaram Dublin e o Condado de Wicklow e reuniram-se com o Presidente Michael D. Higgins. |                                                                                            |
| 6 de junho de 2019                     | França                                       | Bayeux                                                                                                  | O Príncipe e a Duquesa assistiram a cerimónias na Catedral de Bayeux e no Cemitério da Commonwealth War Graves Commission em Cemitério de Bayeux para comemorar o 75.º aniversário do Desembarque na Normandia no Dia D. |                                                                                            |
| 21 de setembro de 2019                 | Países Baixos                                | Arnhem, Driel, Oosterbeek                                                                               | O Príncipe participou em eventos com Princesa Beatrix para comemorar o 75.º aniversário da Operação Market Garden. |                                                                                            |
| 13 de outubro de 2019                  | Cidade do Vaticano                           | Cidade do Vaticano                                                                                      | O Príncipe assistiu à canonização do Cardeal Newman e reuniu-se com Papa Francisco. |                                                                                            |
| 22 a 23 de outubro de 2019             | Japão                                        | Tóquio                                                                                                  | O Príncipe representou a Rainha na entronação do Imperador Naruhito no Palácio Imperial em Tóquio. Também reuniu-se com o Vice-Primeiro-Ministro Tarō Asō e visitou a equipa de râguebi do País de Gales para a Copa do Mundo de Râguebi de 2019. |                                                                                            |
| 13 a 14 de novembro de 2019            | Índia                                        | Nova Deli, Bombaim                                                                                      | Na sua décima visita à Índia, o Príncipe reuniu-se com o Presidente Ram Nath Kovind, assistiu a uma cerimónia de homenagem no Cemitério de Guerra de Deli, visitou um gurdwara Sikh e participou em reuniões em Bombaim. |                                                                                            |
| 17 a 23 de novembro de 2019            | Nova Zelândia                                | Auckland, Waitangi, Paihia, Kerikeri, Tuahiwi, Christchurch, Lincoln                                    | Na sua décima visita à Nova Zelândia, o Príncipe e a Duquesa percorreram as ilhas Norte e Sul e reuniram-se com a Governadora-Geral Dama Patsy Reddy, a Primeira-Ministra Jacinda Ardern e o Líder da Oposição Simon Bridges. O Príncipe também apresentou uma nova cor à Força Aérea Real da Nova Zelândia em nome da Rainha, e visitou os terrenos do Tratado de Waitangi, o local da Catedral de Christchurch e os Jardins Botânicos de Christchurch. |                                                                                            |
| 23 a 25 de novembro de 2019            | Ilhas Salomão                                | Honiara                                                                                                 | O Príncipe realizou uma investidura, dirigiu-se ao Parlamento das Ilhas Salomão e reuniu-se com o Governador-Geral o Reverendo David Vunagi e o Primeiro-Ministro Manasseh Sogavare durante a sua visita. |                                                                                            |

### Anos 2020
| Data                        | País      | Áreas visitadas                            | Detalhes | Anfitrião |
| --------------------------- | --------- | ------------------------------------------ | --- | --------- |
| 12 de janeiro de 2020       | Omã       | Mascate                                    | O Príncipe apresentou condolências em nome da Rainha ao Sultão Haitham bin Tariq após o falecimento do antigo Sultão, Qaboos bin Said. |           |
| 22 de janeiro de 2020       | Suíça     | Davos                                      | O Príncipe participou no Fórum Económico Mundial em Davos e encontrou-se com a ativista ambiental Greta Thunberg. |           |
| 22 a 24 de janeiro de 2020  | Israel    | Telavive, Jerusalém                        | O Príncipe participou no Fórum Mundial do Holocausto, reuniu-se com o Presidente Reuven Rivlin e visitou o túmulo da sua avó, Princesa Alice da Grécia e Dinamarca. |           |
| 24 de janeiro de 2020       | Palestina | Belém                                      | O Príncipe visitou Belém, incluindo a local de nascimento de Cristo, e reuniu-se com o Presidente da Autoridade Palestina, Mahmoud Abbas. |           |
| 4 de outubro de 2020        | Kuwait    | Cidade do Kuwait                           | O Príncipe apresentou condolências em nome da Rainha ao Amir Nawaf Al-Ahmad Al-Jaber Al-Sabah após o falecimento do antigo Amir, Sabah Al-Ahmad Al-Jaber Al-Sabah. |           |
| 14 a 15 de novembro de 2020 | Alemanha  | Berlim                                     | O Príncipe e a Duquesa reuniram-se com o Presidente Frank-Walter Steinmeier, depositaram uma coroa de flores na Neue Wache e assistiram à cerimónia central de homenagem no Dia Nacional de Luto no Bundestag. |           |
| 24 a 25 de março de 2021    | Grécia    | Atenas                                     | O Príncipe e a Duquesa visitaram Atenas para assistir a eventos que marcaram o 200.º aniversário da independência da Grécia, incluindo um desfile na Praça Syntagma. Visitaram a Galeria Nacional de Arte da Grécia e reuniram-se com a Presidente Katerina Sakellaropoulou, que lhes ofereceu um jantar de honra na Residência Presidencial de Atenas. O Príncipe também reuniu-se com o Primeiro-Ministro Kyriakos Mitsotakis no Palácio Maximos e recebeu a Medalha de Ouro de Atenas, tendo ainda encontrado importantes empresários para discutir a "Terra Carta" na Câmara Municipal de Atenas. |           |
| 30–31 de outubro de 2021    | Itália    | Roma                                       | O Príncipe participou na Cimeira do G20 em Roma e assistiu a um jantar oferecido pelo Presidente Sergio Mattarella no Palácio do Quirinal. |           |
| 16–17 de novembro de 2021   | Jordânia  | Amã, Umm Qais                              | O Príncipe e a Duquesa visitaram Amã, onde foram recebidos pelo Rei Abdullah II e pela Rainha Rânia da Jordânia. Também visitaram o sítio arqueológico de Al-Maghtas e recolheram água do Rio Jordão, local onde se acredita que Jesus foi baptizado por João Baptista. |           |
| 18–19 de novembro de 2021   | Egito     | Cairo, Giza, Alexandria                    | O Príncipe e a Duquesa foram recebidos no Cairo pelo Presidente Abdel Fattah el-Sisi e pela Primeira-Dama Entissar Amer. Entre os locais visitados pelo casal estiveram o Complexo das Pirâmides de Gizé, a Grande Esfinge de Gizé, a Mesquita Al-Azhar e a Bibliotheca Alexandrina. |           |
| 29–30 de novembro de 2021   | Barbados  | Bridgetown                                 | O Príncipe assistiu às cerimónias que assinalaram a transição de Barbados para uma república parlamentar, que removeu a Rainha como chefe de Estado. Numa intervenção proferida na cerimónia, o Príncipe de Gales reconheceu “a atroz atrocidade da escravatura” no Caribe, acrescentando que “mancha para sempre a nossa história”. |           |
| 24–25 de março de 2022      | Irlanda   | Condado de Waterford, Condado de Tipperary | O Príncipe de Gales e a Duquesa da Cornualha visitaram a República da Irlanda no âmbito da digressão do Jubileu de Platina em representação da Rainha. No Condado de Waterford, reuniram-se com ucranianos residentes na região, e Charles condenou a Invasão Russa da Ucrânia de 2022. Também visitaram o centro da cidade de Waterford, encontraram membros da comunidade ucraniana, visitaram vários museus e conheceram a história da Torre Reginald. No Condado de Tipperary, o casal visitou um mercado de agricultores em Cahir, bem como o Castelo de Cahir e o Rochedo de Cashel. |           |
| 17–19 de maio de 2022       | Canadá    | St. John's, Ottawa, Yellowknife, Dettah    | Em St. John's, a 17 de maio, o Príncipe de Gales e a Duquesa da Cornualha participaram num momento de reflexão e oração no Heart Garden com líderes e membros das comunidades indígenas, num espírito de reconciliação. A 18 de maio, o Príncipe de Gales foi investido como Comandante Extraordinário da Ordem do Mérito Militar pelo governador-geral. O casal participou posteriormente numa cerimónia de deposição de coroas no Memorial Nacional de Guerra e reuniu-se com organizações e membros da comunidade ucraniana canadiana. Mais tarde, o Príncipe participou em discussões sobre emprego e sustentabilidade com participantes da The Prince's Trust Canada. À noite, o governador-geral ofereceu uma receção ao casal na Rideau Hall. RoseAnne Archibald, Chefe Nacional da Assembleia das Primeiras Nações, dirigiu-se diretamente ao Príncipe e solicitou um pedido de desculpas da Rainha na sua qualidade de monarca e chefe da Igreja de Inglaterra pelos atos injustos cometidos no passado pela Coroa e pela igreja em relação aos povos indígenas. Ela afirmou que o Príncipe “reconheceu” as falhas dos governos canadianos no relacionamento entre a Coroa e os povos indígenas, o que ela considerou “realmente significativo”. A 19 de maio, o casal chegou a Yellowknife e Dettah. Em Dettah, visitaram uma comunidade da Primeira Nação Dene. O Príncipe manteve conversações com chefes e anciãos locais e reuniu-se com produtores locais de alimentos no Centro de Património do Norte do Príncipe de Gales. A Duquesa visitou a Escola Kaw Tay Whee e, posteriormente, um centro de habitação transitória da YWCA para mulheres e seus filhos. Mais tarde, o Príncipe e a Duquesa assinalaram o Jubileu no Círculo Cerimonial com a apresentação de várias plantas e flores que farão parte do Jardim do Jubileu de Platina dos Territórios do Noroeste. |           |
| 25 de maio de 2022          | Roménia   | Bucareste                                  | A 25 de maio de 2022, o Príncipe de Gales deslocou-se a Bucareste e, juntamente com Margarida da Romênia, visitou um centro que ajuda refugiados ucranianos deslocados pela Invasão Russa da Ucrânia de 2022. |           |
| 21–24 de junho de 2022      | Ruanda    | Kigali                                     | O Príncipe de Gales e a Duquesa da Cornualha viajaram para Kigali, onde o Príncipe representou a Rainha na Cimeira dos Chefes de Governo da Commonwealth. O casal visitou também o Memorial do Genocídio de Kigali e o Príncipe visitou uma igreja nos arredores de Kigali onde foram sepultadas vítimas do Genocídio em Ruanda. O Príncipe afirmou na Cimeira que a decisão sobre manter a Rainha como chefe de Estado ou tornar-se uma república era exclusivamente de cada país membro, sugerindo que essas mudanças podiam ser feitas "calmamente e sem rancor". Charles também expressou "a sua tristeza pessoal" pelo sofrimento causado pelo comércio de escravos em alguns países e descreveu o reconhecimento dos erros do passado como uma necessidade para os países da Commonwealth alcançarem o seu potencial. |           |

## Como Rei

### Década de 2020
| Data                                  | País                   | Áreas visitadas                    | Detalhes | Anfitrião                                                 |
| ------------------------------------- | ---------------------- | ---------------------------------- | --- | --------------------------------------------------------- |
| 29–31 de março de 2023                | Alemanha               | Berlim, Hamburgo                   | Acompanhado pela Rainha, em Berlim o Rei assistiu a um banquete de Estado oferecido pelo Presidente Steinmeier. Tornou-se também o primeiro monarca britânico a discursar no Bundestag. O Rei encontrou refugiados ucranianos e uma unidade militar conjunta germano-britânica. Em Hamburgo, depositou uma coroa no Memorial de São Nicolau e visitou o Porto de Hamburgo para focar na energia verde.                                           | Presidente Frank-Walter Steinmeier                        |
| 2–6 de junho de 2023                  | Roménia                | Bucareste, Valea Zălanului, Viscri | O Rei foi recebido no Palácio Cotroceni pelo Presidente Iohannis e viajou também para as suas residências em Valea Zălanului e Viscri. A Rainha não o acompanhou na visita à Roménia. | Presidente Klaus Iohannis                                 |
| 20-22 de setembro de 2023             | França                 | Paris, Bordéus                     | Acompanhado pela Rainha, o Rei assistiu a um banquete de Estado oferecido pelo Presidente Macron. Tornou-se também o primeiro monarca britânico a discursar no Senado Francês. Inicialmente, estavam previstos visitar França antes da Alemanha, mas a viagem foi adiada devido às greves contra a reforma das pensões em França. | Presidente Emmanuel Macron                                |
| 31 de Outubro a 3 de Novembro de 2023 | Quénia                 | Nairóbi, Mombaça                   | O programa do Rei e da Rainha refletiu as formas como o Quénia e o Reino Unido estavam a trabalhar juntos, nomeadamente para impulsionar a prosperidade mútua, combater as alterações climáticas, promover a oportunidade e o emprego para os jovens, avançar no desenvolvimento sustentável e criar uma região mais estável e segura. | President William Ruto                                    |
| 30 de Novembro–1 de Dezembro de 2023  | Emirados Árabes Unidos | Dubai                              | O Rei participou na COP28. |                                                           |
| 6 de Junho de 2024                    | França                 | Normandy                           | O Rei e a Rainha participaram de um evento organizado pelo Ministério da Defesa e pela Royal British Legion no British Normandy Memorial para marcar o 80º aniversário do Dia D. | Presidente Emmanuel Macron                                |
| 18 a 23 de Outubro de 2024            | Australia Austrália    | Canberra, Sydney                   | Acompanhado pela Rainha. O programa do casal reconheceu os australianos que se destacaram nas áreas de saúde, artes, cultura e esportes, aprendendo sobre o comportamento dos incêndios florestais e participando de um churrasco comunitário em Western Sydney para celebrar a diversidade das comunidades australianas. | Primeiro-ministro Anthony Albanese                        |
| 24–26 Outubro de 2024                 | Samoa                  | Apia                               | O Rei e a Rainha fizeram uma visita de estado para "celebrar o forte relacionamento bilateral" entre Samoa e o Reino Unido. Eles também participaram do CHOGM 2024. | O le Ao o le Malo Tuimalealiʻifano Vaʻaletoʻa Sualauvi II |
| 27 Janeiro de 2025                    | Poland Polônia         | Oświęcim                           | O Rei participou de um evento para marcar o 80.º aniversário da libertação do campo de concentração de Auschwitz, considerado o Dia da Memória do Holocausto. | Presidente Andrzej Duda                                   |
| 7 a 10 de Abril de 2025               | Itália                 | Roma, Ravenna                      | Acompanhado pela Rainha, o Rei realizou uma visita de Estado à República Italiana. A visita faz parte do "reset" pós-Brexit do Reino Unido para reforçar os laços com os aliados europeus. A 9 de abril, encontraria a primeira-ministra italiana Giorgia Meloni. Tornou-se também o primeiro monarca britânico a discursar no Parlamento Italiano. A 10 de abril, o Rei e a Rainha visitaram vários locais em Ravenna antes de deixarem Itália. | Presidente Sergio Mattarella                              |
| 9 de abril de 2025                    | Cidade do Vaticano     | Casa Santa Marta                   | Acompanhado pela Rainha, o Rei realizou uma visita privada surpresa à Santa Sé para se encontrar com Papa Francisco na sua residência da Casa Santa Marta na Cidade do Vaticano, enquanto este recuperava de uma pneumonia. O encontro com o Papa ocorreu também no dia em que celebravam o 20.º aniversário de casamento. | Papa Francisco                                            |
| 26 a 27 de Maio de 2025               | Canadá                 | Ottawa                             | O Rei e a Rainha assistiram à Abertura do Parlamento. A visita também serviu para reforçar o vínculo entre o Canadá e a monarquia, oferecendo uma oportunidade única para aprofundar a compreensão do papel da Coroa na democracia canadiana. | Primeiro-ministro Mark Carney                             |

### Próximas viagens ao estrangeiro
| Data | País   | Locais a visitar | Detalhes                                                                        | Anfitrião                     |
| ---- | ------ | ---------------- | ------------------------------------------------------------------------------- | ----------------------------- |
| 2026 | Canadá | A anunciar       | O Rei e a Rainha realizarão uma visita real pelo Canadá.                        | Primeiro-ministro Mark Carney |
| 2026 | EUA    | A anunciar       | O Rei e a Rainha realizarão uma visita de Estado aos Estados Unidos da América. | Presidente Donald Trump       |